# Hermès (timbre grec)
Pour les articles homonymes, voir Hermès (homonymie).

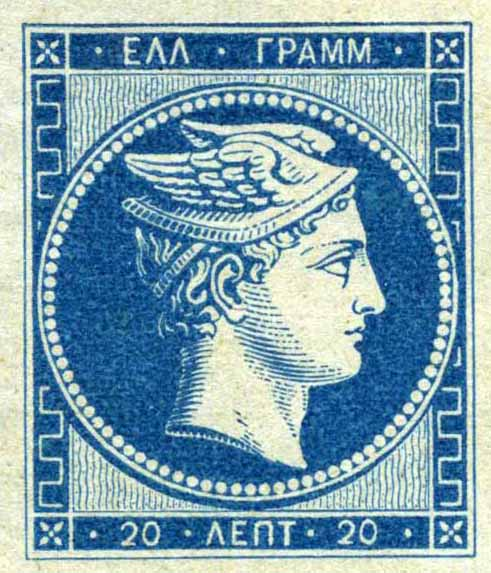
20 lepta des tirages de Paris
de la « grosse tête d'Hermès »

Le dieu grec du commerce et des voyages, Hermès, message des dieux dans la mythologie grecque, est l'effigie choisie, en 1860, par le royaume de Grèce pour illustrer les premiers types de ses timbres-poste.
Le premier type, la « grosse tête d'Hermès », émis en octobre 1861, reste en circulation jusqu'en 1886 où il est alors remplacé par le second type, la « petite tête d'Hermès ».
Des timbres à la « grosse tête d'Hermès » sont remis en circulation, surchargés, en 1900 & 1901 pour pallier le retard de la livraison des timbres du troisième type, l'« Hermès ailé », par l'imprimeur anglais J. P. Segg & C°.
En 1902, un quatrième type utilisant l'effigie d'Hermès est émis pour l'affranchissement en « valeur métallique ».
Enfin, en 1912, une cinquième série représentant diverses effigies d'Hermès est émise et reste en circulation, en plusieurs réimpressions, jusqu'en 1926.
À partir du début des années 1920, les sujets des timbres de Grèce se diversifient et abandonnent l'effigie d'Hermès.

## «Grosse tête d'Hermès» (1860-1901)[3]
Les timbres au type de la « grosse tête Hermès » sont émis en application de la loi de 1853 sur l'affranchissement du courrier par l'expéditeur et de celle du 24 mai 1860 sur les tarifs postaux.
Un décret du 10 juin suivant annonce le choix d'Hermès, messager des dieux dans la mythologie grecque comme effigie des timbres.
Les neuf valeurs des timbres à la « grosse tête Hermès » sont imprimées pendant plus de vingt ans (de 1861 à 1882) à partir des mêmes neuf planches typographiques et restent en circulation pendant vingt-cinq ans (de 1861 à 1886) avant d'être à nouveau utilisées, surchargées, en 1900/1901.
Les timbres à la « grosse tête Hermès » sont non-dentelés, à l'exception de deux séries surchargées en 1900/1901

### La maquette, les poinçons, les épreuves et les essais (1860 & 1861)[7]
Le dessin de la maquette, la gravure des poinçons, ainsi que la fabrication des planches typographiques de sept premières valeurs sont réalisés, entre juillet 1860 et septembre 1861, par le graveur général de La Monnaie de Paris : Désiré-Albert Barre.
Pour la création du premier timbre grec, Désiré-Albert Barre s'est inspiré des deux premiers types de timbres de France conçus, à partir de 1848, par son père, Jacques-Jean Barre : les types « République » et « Présidence » ou « Cérès » et « Napoléon III ».
Désiré-Albert Barre commença par graver les poinçons nécessaires à la réalisation des planches typographiques. Pour valider son travail de graveur, il réalisa quatre types d'épreuves, deux types d'épreuves d'état et deux types d'épreuves terminales
Ensuite, il fabriqua également les sept planches typographiques des sept premières valeurs de la « grosse tête Hermès » en utilisant la méthode développée en 1858/1859, la « frappe directe au balancier monétaire ».
Pour définir les choix des encres et des papiers ainsi que pour calibrer la presse d'impression, Désiré-Albert Barre réalisa, avec l'imprimeur Ernest Meyer, environ une centaine de types d'essais et d'imprimatur différents pour toutes les valeurs.

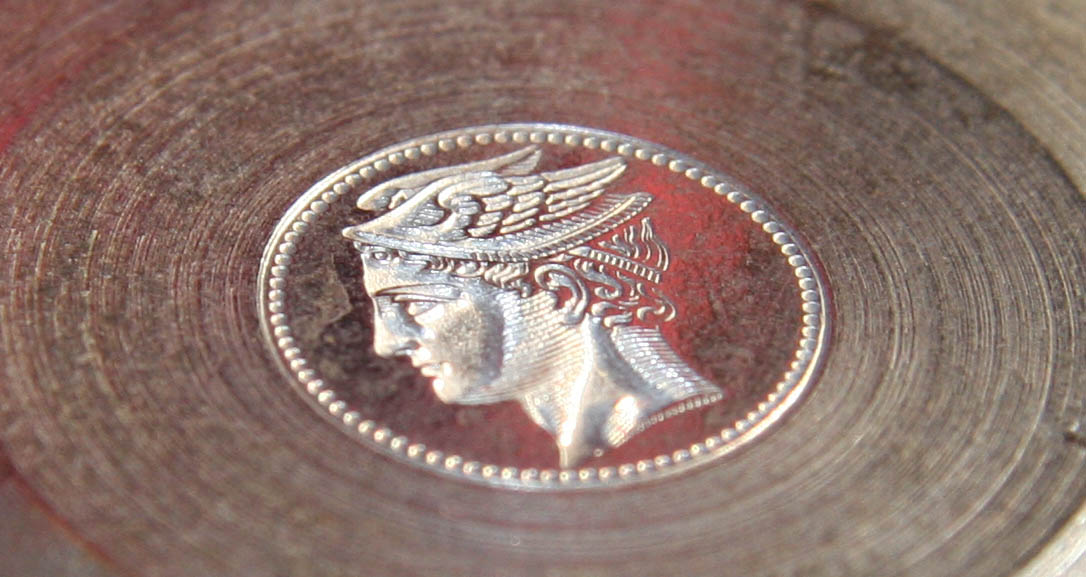
La matrice du poinçon original du médaillon (détail)
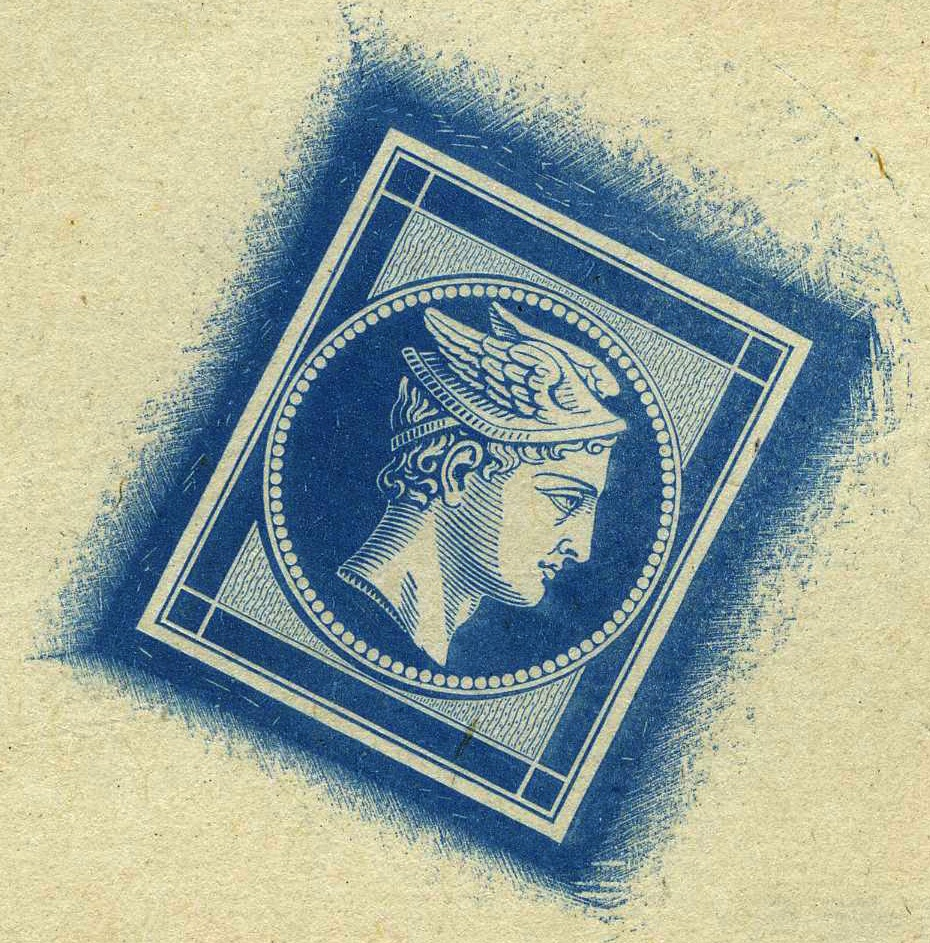
Epreuve d'état (détail)
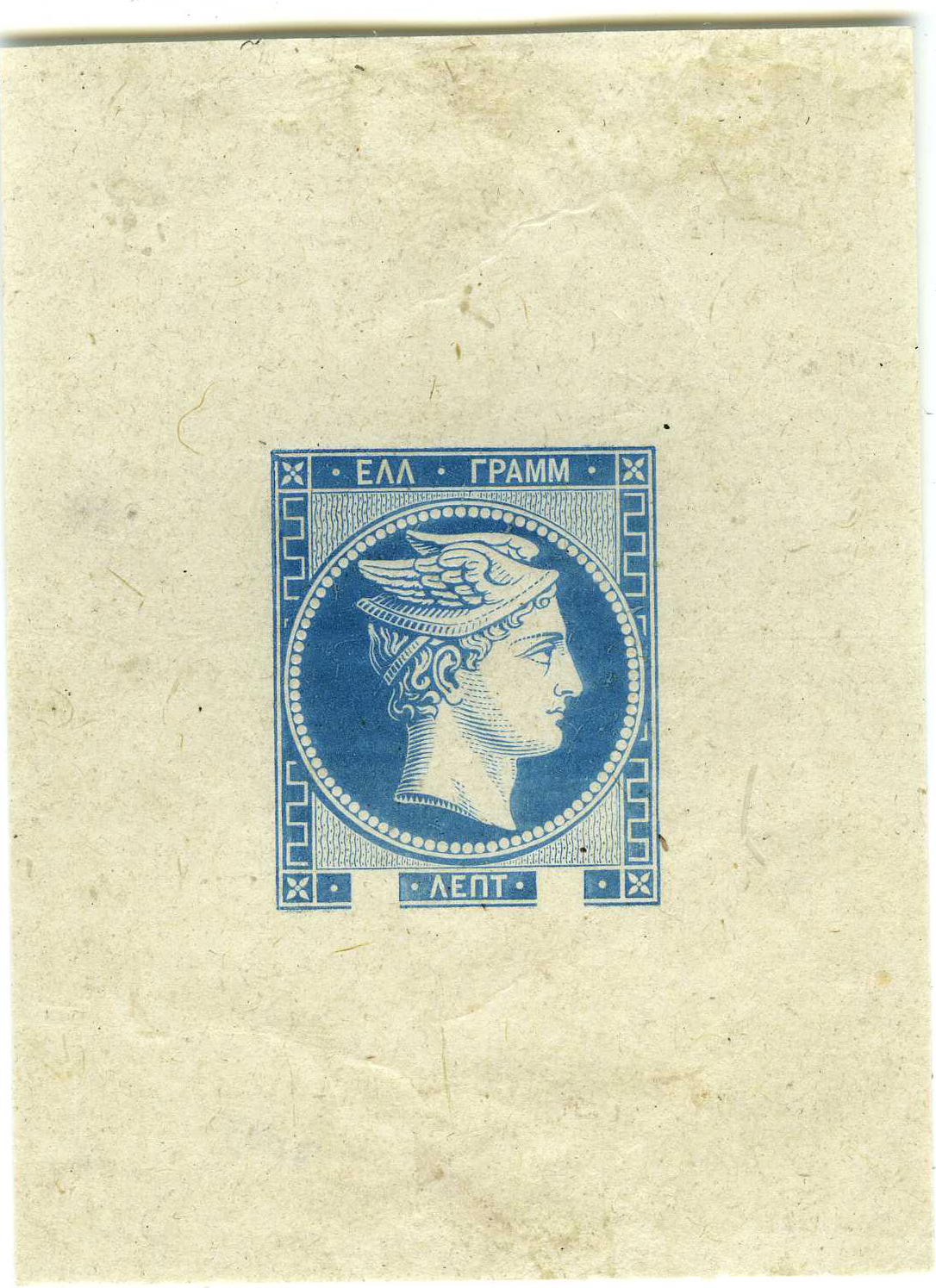
Epreuve terminale
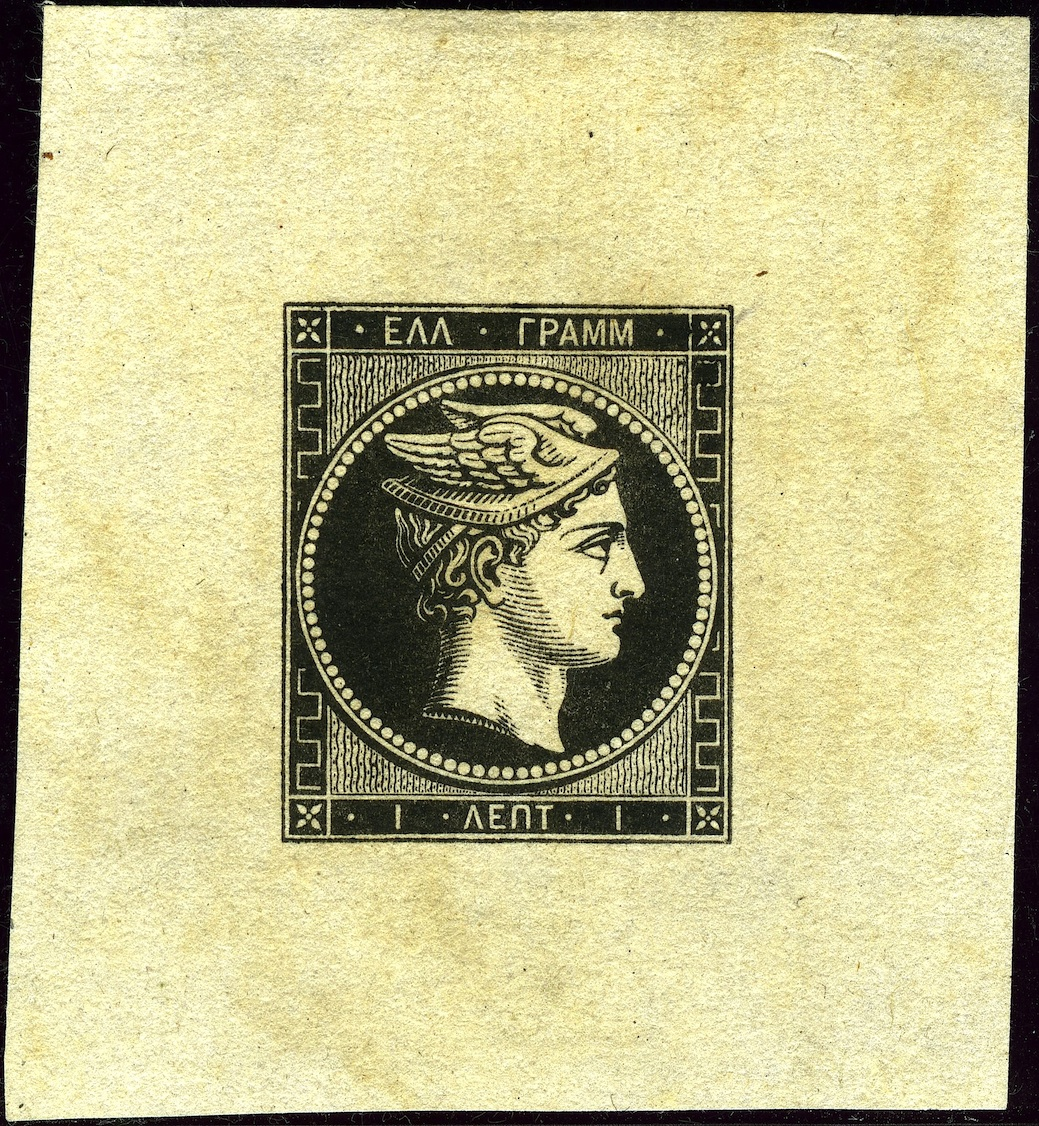
L'unique épreuve terminale chiffrée
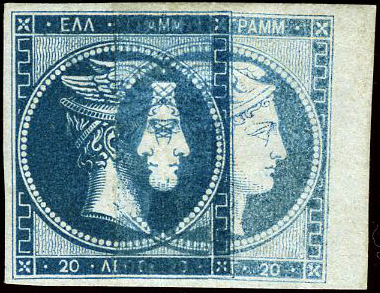
Essai du 20 lepta Triple impression
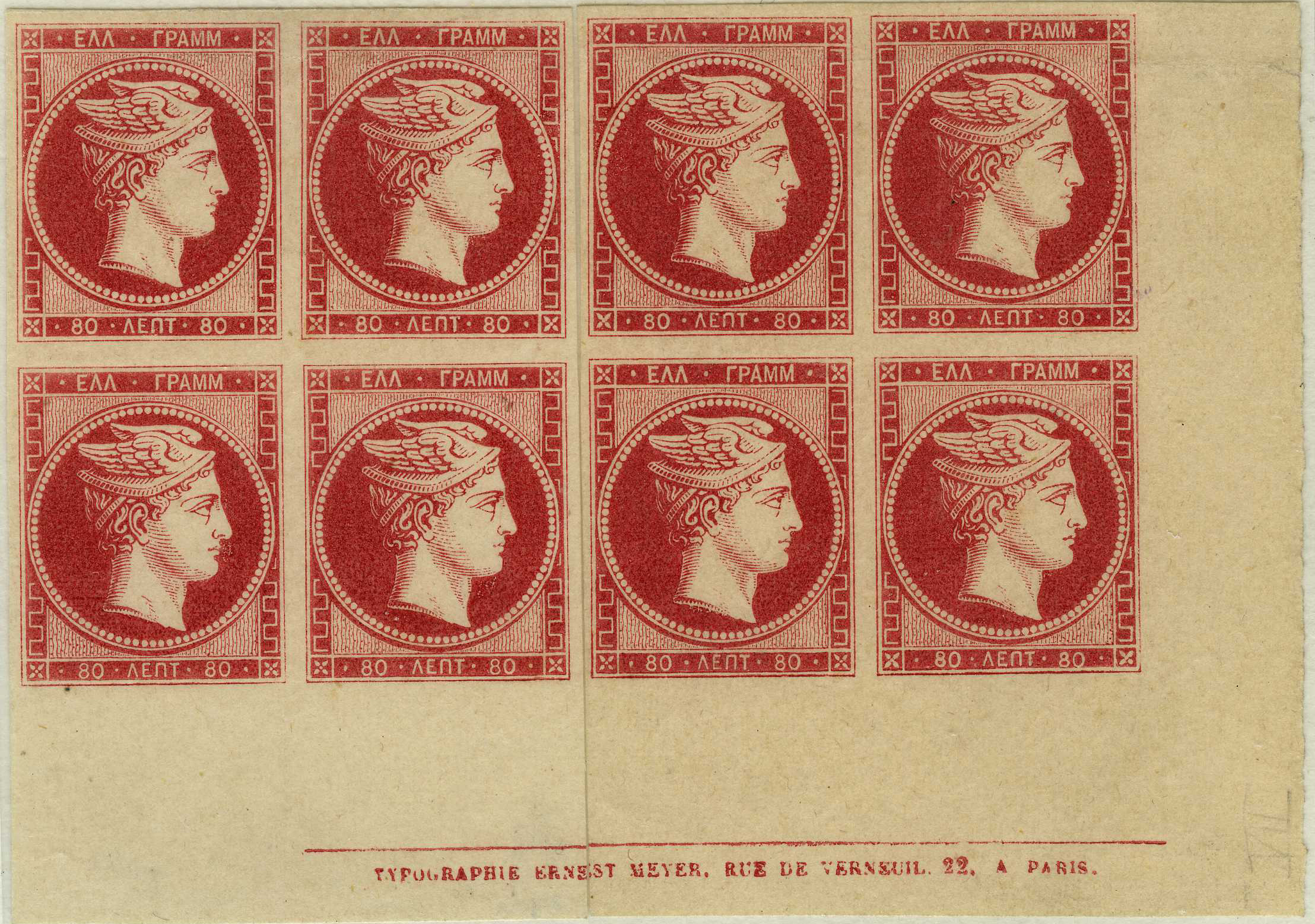
Imprimatur du 80 lepta avec l'inscription de l'imprimeur Ernest Meyer

### Les tirages de Paris (octobre 1861)[14]
Le premier type de timbres de Grèce portant le profil d'Hermès tourné vers la droite est émis le 1er octobre 1861, selon le calendrier julien, toujours en vigueur en Grèce à cette époque, ou le 13 octobre 1861, selon le calendrier grégorien adopté par une majeure partie des pays européens en 1582, à l'exception des pays orthodoxes. La Grèce adopte finalement le calendrier grégorien en 1923.
Le premier type de timbres de Grèce est dénommé « grosse tête d'Hermès » pour le différencier du type suivant, émis en 1886 et dit de la « petite tête d'Hermès ».
Les sept timbres émis le 1er octobre 1861 sont issus de tirages effectués à Paris par l'imprimerie d'Ernest Meyer sur des feuilles de 150 timbres (10 X 15). Ces sept valeurs sont les 1 lepton, 2, 5, 10, 20, 40 & 80 lepta.

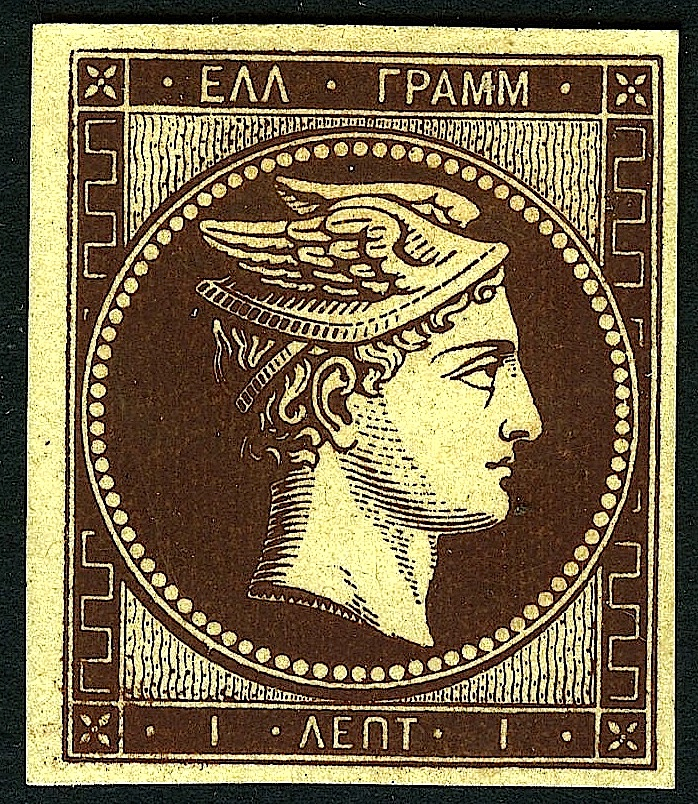
1 lepton
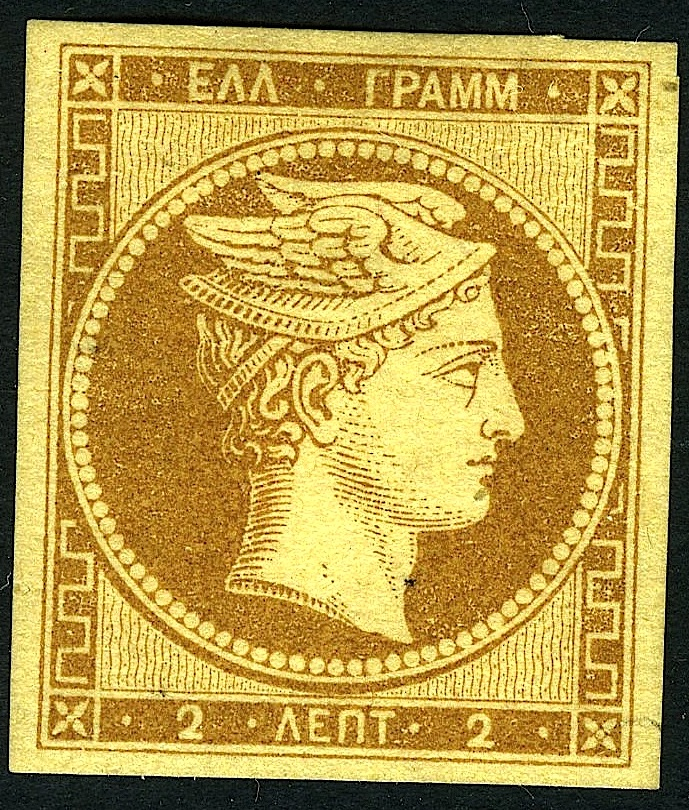
2 lepta
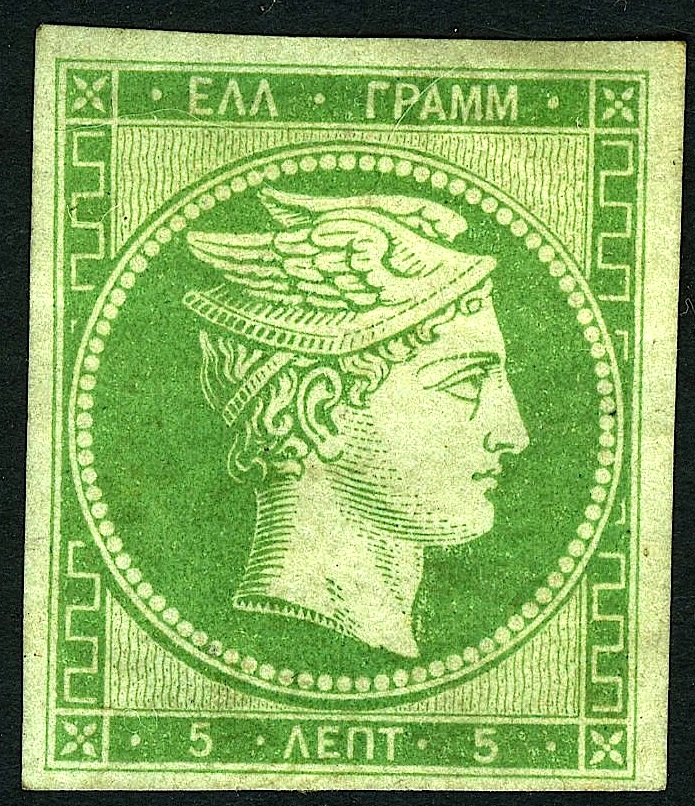
5 lepta
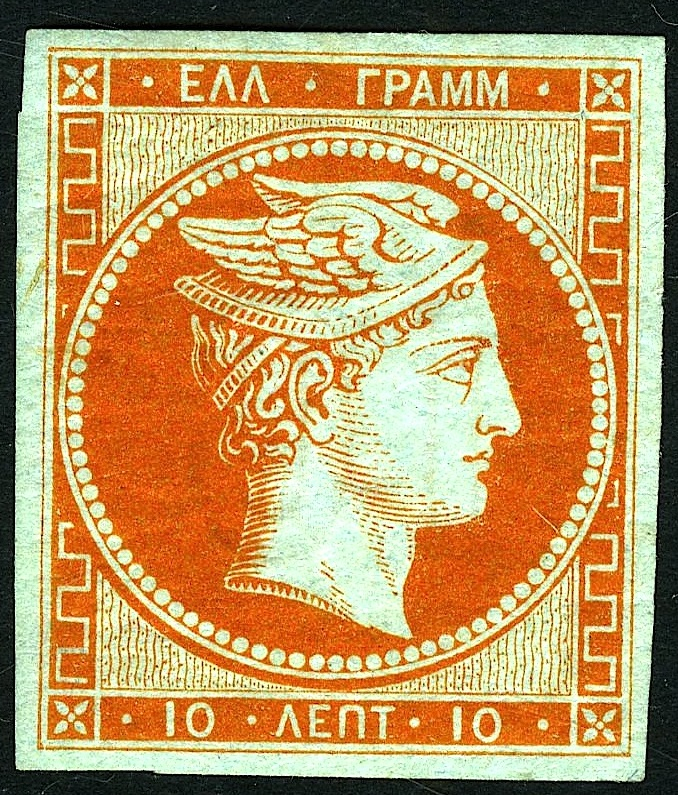
10 lepta
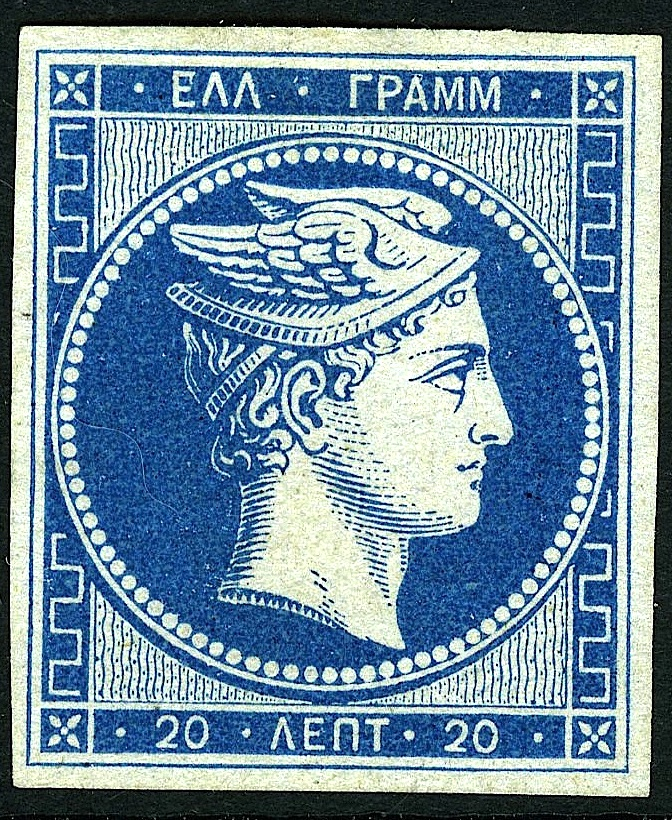
20 lepta
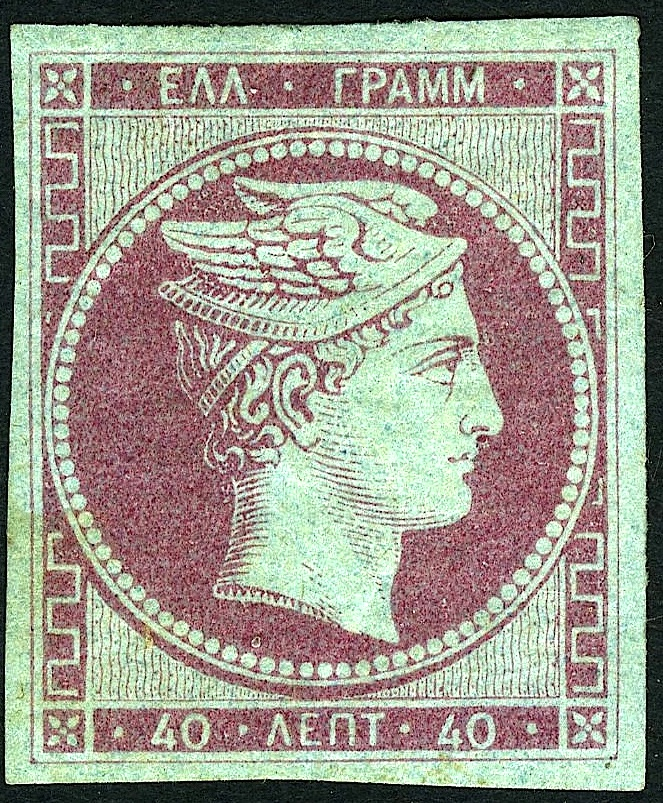
40 lepta
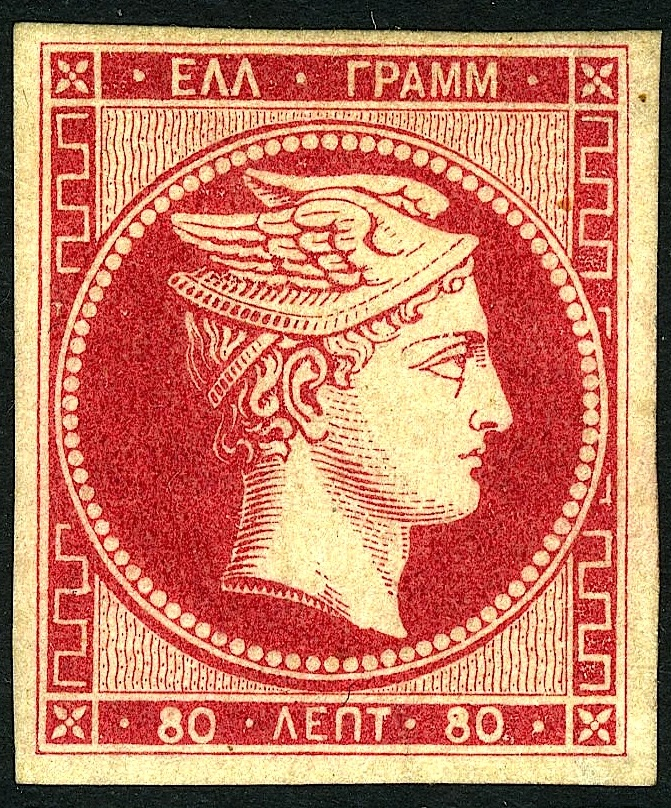
80 lepta

Les timbres des tirages de Paris sont aisément reconnaissables par l’extrême finesse de leur impression, sur des papiers satinés, légèrement teintés, de très bonne qualité.
Les lignes d’ombres de la joue et de la nuque de la tête d’Hermès sont fines et discontinues.
En particulier, les lignes ondulées et les points dans les écoinçons sont parfaitement visibles et d’une extrême finesse.
De plus, seul le 10 lepta porte des « chiffres de contrôle » « 10 » au verso. Ces chiffres sont d’une hauteur de 8 mm, alors que tous les chiffres des émissions suivantes d’Athènes ont une hauteur de 6,5 mm.
| Valeur   | Couleur         | Quantité  |
| -------- | --------------- | --------- |
| 1 lepton | Brun            | 300 000   |
| 2 lepta  | Bistre          | 224 000   |
| 5 lepta  | Vert            | 130 000   |
| 10 lepta | Orange sur bleu | 100 000   |
| 20 lepta | Bleu            | 321 000   |
| 40 lepta | Violet sur bleu | 130 000   |
| 80 lepta | Rose-carminé    | 140 000   |
| Total    | -               | 1 345 000 |

### Les tirages d'Athènes (novembre 1861 à 1882)
Ensuite, et dès le mois de novembre 1861, les tirages sont réalisés à Athènes à partir des sept mêmes planches typographiques livrées à l'administration postale grecque durant l'été 1861.
Au fur et à mesure des impressions, l'évolution de la maîtrise des imprimeurs locaux mais aussi l'encrassement des plaques d'impression sont visibles dans la qualité d'impression des timbres.
L'impression des valeurs faciales au dos des timbres est généralisée sauf sur les deux plus petites valeurs du 1 lepton, brun et du 2 lepta, bistre.
Les tirages étant faits « à la demande », les nuances de couleurs évoluent dans un spectre très large. De plus, différentes qualités de papier sont utilisées tout au long des tirages de 1861 à 1882.
Ainsi il existe une très grande diversité de tirages des timbres à la « grosse tête d'Hermès ». Les études les plus avancées sur le sujet : Pemberton, Groom, Dorning Beckton, Brunel, Nicolaïdès, de Smeth, Kohl Handbuck, Constantinidès, Bellas, Coundouros, Basel…, les décrivent en détail.
Le classement d'Yvert et Tellier du début du XXe siècle, repris et complété par Orestes Vlastos dans les catalogues Vlastos et par Michael Tseriotis dans les catalogues Hellas de Karamitsos, permet de parcourir les principales émissions :

#### Les premiers tirages d'Athènes (novembre 1861 à avril 1862)

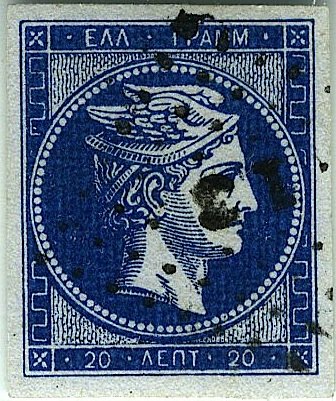
20 lepta des premiers tirages d'Athènes avec fond quadrillé & sans « chiffres de contrôle »

Les stocks de timbres reçus de Paris s’épuisèrent très vite, en particulier dans les bureaux les plus importants (Athènes, Le Pirée, Syros ou encore Patras…), si bien que dès le mois de novembre 1861, l’administration grecque dut commencer à utiliser les planches typographiques, reçues de Paris, pour imprimer elle-même ses propres timbres. Les ouvriers grecs étaient loin d’avoir l’expérience et la dextérité des ouvriers français, lesquels étaient rompus aux techniques d’impression depuis des générations… Le résultat fut donc décevant, le fond du médaillon n’est plus uniforme, la tête d’Hermès est très souvent entourée d’un halo blanchâtre, et les quatre écoinçons sont également souvent « brouillés ». Les lignes d’ombres de la joue et de la nuque de la tête d’Hermès sont continues et plus épaisses que sur le tirage de Paris…
Néanmoins, ces timbres, imprimés avec différentes méthodes (à sec, au blanchet ou encore avec des techniques mixtes...) sont, pour ceux imprimés à sec, sans aucun foulage et ont du caractère, lié à la densité des encres utilisées et à leur contraste. Ils sont tout aussi recherchés que ceux du tirage de Paris.
Certains d’entre eux ont été beaucoup mieux réussis, et les catalogues les classent en deux catégories : les tirages soignés et les tirages grossiers.
Comme pour tous les tirages d’Athènes, l’identification des différentes émissions n’est possible de manière certaine que grâce aux « chiffres de contrôle » au verso qui sont déterminants pour la classification.
Pour les premiers tirages d’Athènes, les « chiffres de contrôle » sont utilisés pour la première fois, ils sont donc très nets et bien imprimés, avec les pleins foncés et les déliés très fins.
Par ailleurs, le « chiffre de contrôle » « 5 » du 5 Lepta est différent de celui qui sera utilisé pour tous les tirages d’Athènes suivants.
Les fameux 20 lepta sans « chiffres de contrôle », avec fond du médaillon « quadrillé » ou « uni » (Yvert/Vlastos no 9 & Karamitsos no 8) font partie de cette émission.
On appelle souvent cette émission : Tirages Provisoires d’Athènes. On peut, en effet, penser que ces timbres, par leur qualité médiocre d’impression, pour les tirages grossiers, étaient des essais issus des premières impressions, « initiatiques » pour les ouvriers grecs… Mais la demande était telle que les autorités postales grecques décidèrent de les mettre, malgré tout, en circulation… L’impression des premiers tirages d’Athènes se termine en avril 1862.

#### Les tirages réguliers d'Athènes (mai 1862 à 1867)
À partir de mai 1862, les ouvriers grecs abandonnèrent le tirage à sec et utilisèrent une autre méthode, beaucoup plus simple de mise en œuvre, pour accentuer l’impression des parties sombres : l’insertion d’une étoffe, placée sous la feuille à imprimer, appelée « blanchet ». Cette méthode permit d’obtenir de meilleurs résultats d’ensemble sans toutefois égaler la qualité d’impression ni des premiers tirages fins d’Athènes, ni bien sûr, celle du tirage de Paris… Cette méthode donne du foulage au timbre, en particulier au niveau des lignes d’ombre du cou avec, souvent, un relief visible au verso. Les lignes d’ombre de la joue sont continues et régulières au début (1862/1863) avant de s’empâter ensuite… Les « chiffres de contrôle » sont fins, mais moins accentués et plus pâles que sur les premiers tirages d’Athènes.

#### Les tirages dits des « planches nettoyées » (1868 à 1869)
En 1868, les tirages deviennent bien plus pâles, ternes, sans contraste, mais l’impression est fine. On a longtemps cru que cette terne pâleur était due au nettoyage des planches typographiques, d’où le nom de ce tirage.
En fait, il n’en est rien, les planches n’ont été nettoyées qu'en 1870. Cet aspect blanchâtre provient de l’utilisation d’un nouveau « blanchet » beaucoup plus épais, comme l’a démontré Louis Basel.
Les « chiffres de contrôle » commencent à s’empâter et sont moins fins que sur les tirages précédents… Les erreurs de chiffres sont beaucoup plus nombreuses en particulier, le « 1 » renversé pour le 10 lepta et le « 2 » renversé pour le 20 lepta, ainsi que le « 0 » renversé pour ces deux valeurs.

#### Les tirages de la « nouvelle mise en train » (1870)
En 1870, les postes grecques reçurent d’Allemagne une nouvelle presse. Les ouvriers allemands qui vinrent installer cette machine refirent une « nouvelle mise en train » et imprimèrent, à sec, des feuilles des deux valeurs les plus utilisées : le 1 lepton pour les journaux et le 20 lepta pour le tarif territorial d’une lettre jusqu’à 15 grammes. Le résultat fut là encore décevant : bien que l’impression soit fine, les lignes d’ombre de la joue sont très courtes, en particulier pour le 1 lepton, que l’on appelle « le rasé ». Pour le 20 lepta, les écoinçons sont blanchis et la tête est souvent entourée d’un halo blanchâtre. Les « chiffres de contrôle » au verso du 20 Lepta sont bleu-laiteux ou bleu-foncé, et bien que nets commencent à s’alourdir de plus en plus.

#### Les tirages sur papiers dits de « qualités inférieures » (1871 & 1872)

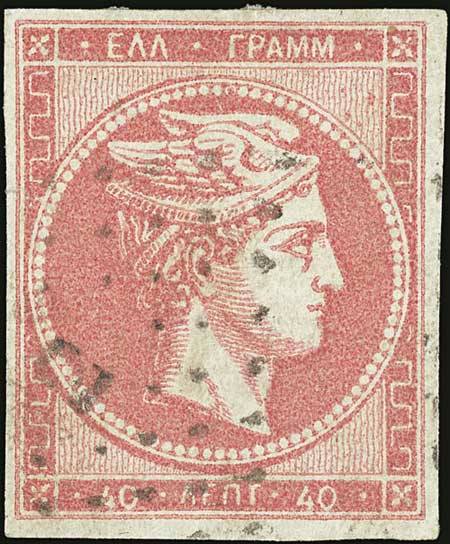
40 lepta « Solférino », des tirages sur papiers dits de « qualités inférieures »

Dans le début des années 1870, l’approvisionnement des papiers venus de France fut interrompu par la guerre franco-prussienne. On utilisa des papiers de provenance inconnue, de bonne qualité mais présentant des « nuages » semi-transparents et irréguliers, visibles par transparence à la lumière.
L’impression au « blanchet » se substitua à l’impression à sec du tirage précédent et sera utilisée pour toutes les émissions suivantes. Les lignes d’ombres de la joue et de la nuque de la tête d’Hermès sont longues et uniformes mais de plus en plus épaisses, souvent empâtées sous la joue.
Les « chiffres de contrôle » de cette émission sont nets, bien marqués et beaucoup plus foncés que ceux des deux émissions antérieures, mais ils sont aussi plus lourds du fait de leur usage continu depuis 10 ans.
Le timbre le plus célèbre de la collection de la « grosse tête d’Hermès » est une variété de cette émission. C’est un 40 lepta de la même couleur que les « chiffres de contrôle » du timbre type de cette même valeur. Une feuille unique a été imprimée et seuls 13 exemplaires ont été retrouvés à ce jour (Yvert no 22Ba).
On l’appelle le « Solférino » en référence à la bataille sanglante de 1859, éponyme, entre les troupes franco-sardes et l’armée autrichienne.

#### Les tirages sur papiers grenés (1871 à 1876)
À partir de la fin 1871, les papiers utilisés sont de bien moins bonne qualité. Ils sont minces et transparents, comme « cassants » (le dessin du timbre apparait par transparence au verso). À la lumière, ils montrent leur aspect grené (comme une trame de trous réguliers), d’où leur nom.
Les « chiffres de contrôle » continuent à s’empâter… Là encore, on trouve des erreurs de chiffres.
Comme ces papiers absorbaient davantage l’encre que ceux utilisés jusque-là, il existe des variations de couleurs tout à fait étonnantes et encore plus nombreuses que dans les tirages précédents.

#### Les tirages de nouvelles valeurs: 30 & 60 lepta (1876 & 1877)

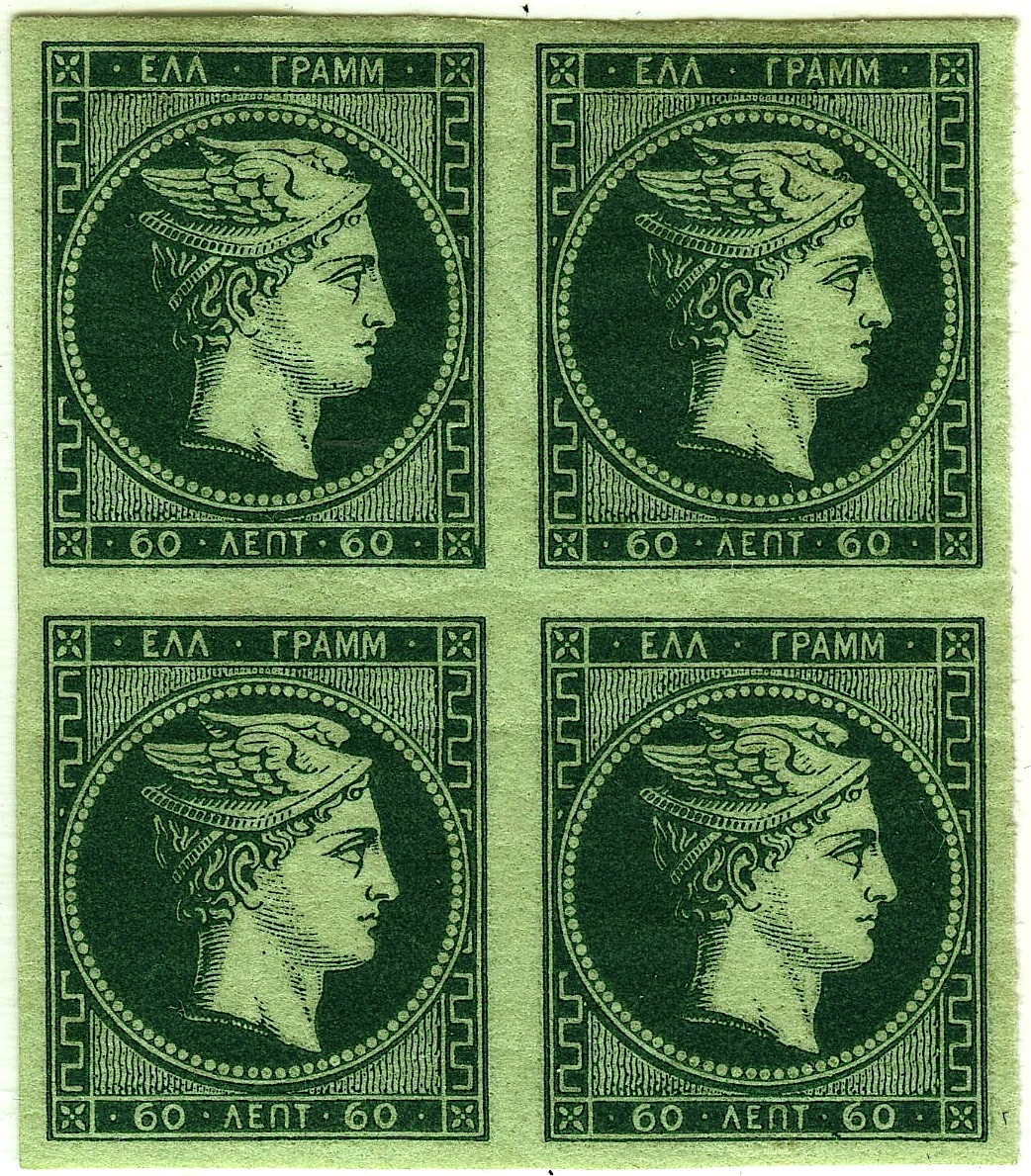
60 lepta du tirage de Paris (1876)

En 1875, à la suite de l'adhésion de la Grèce à l'Union générale des postes (U.G.P.), ancêtre le l'Union postale universelle (U.P.U.), l'administration postale grecque a besoin de deux nouvelles valeurs. À partir du même poinçon qui servit en 1861, à fabriquer les planches typographiques des sept premières valeurs, Désiré-Albert Barre reprit son travail de gravure pour la création du poinçon pour les timbres de 30 lepta (marron) et de 60 lepta (vert) nécessaires à l'affranchissement du courrier vers l'étranger.
Contrairement aux sept premières planches, réalisées en 1861 avec la méthode de la « frappe directe au balancier », ces deux nouvelles planches furent réalisées, sous la supervision de Désiré-Albert Barre, avec la méthode de la « Galvanoplastie-Type » par la maison Charles-Dierrey, 6 & 12, rue Notre-Dame-des-Champs à Paris,.
Les timbres furent imprimées par la maison J. Claye & Cie, 7, rue Saint Benoît, à Paris, en feuilles de 300 (2 X 150).
On retrouve avec ce tirage la finesse et les mêmes caractéristiques que le tirage de Paris de 1861. Ces deux nouvelles valeurs n’ont pas de « chiffre de contrôle » au verso.
Comme en 1861, un premier tirage est effectué à Paris en 1876, tous les tirages suivants sont réalisés à Athènes, à partir des mêmes planches typographiques expédiées depuis Paris.
| Valeur   | Couleur | Quantité |
| -------- | ------- | -------- |
| 30 lepta | Brun    | 150 000  |
| 60 lepta | Vert    | 150 000  |
| Total    | -       | 300 000  |

#### Les tirages sur papiers crèmes avec «chiffres de contrôle» (1875 à 1880)
Les derniers tirages des années 1875 à 1882 se distinguent par leur papier de couleur crème, facilement reconnaissables en retournant le timbre. Les planches typographiques n'ayant pas été nettoyées depuis de nombreuses années, l'impression est de plus en plus lourde. Après une quinzaine d’années d’utilisation, les « chiffres de contrôle » sont devenus très empâtés et on ne distingue presque plus les pleins des déliés. Il existe dans cette émission un très grand nombre d’erreurs de « chiffres de contrôle ». Les « chiffres de contrôle » disparaissent en 1880 lors des deux derniers tirages.
Du fait de l’encrassement des planches typographiques, on trouve des timbres de ce tirage, imprimés vers la fin 1879/début 1880, remarquablement grossiers…
Comparaison de deux 1 lepton imprimés à partir de la même planche typographique :
- Le premier est du tirage de Paris (1861),
- Le second est de l'un des tirages sur papiers crème à la fin des années 1870.

La différence d'impression montre l'encrassement de la planche…

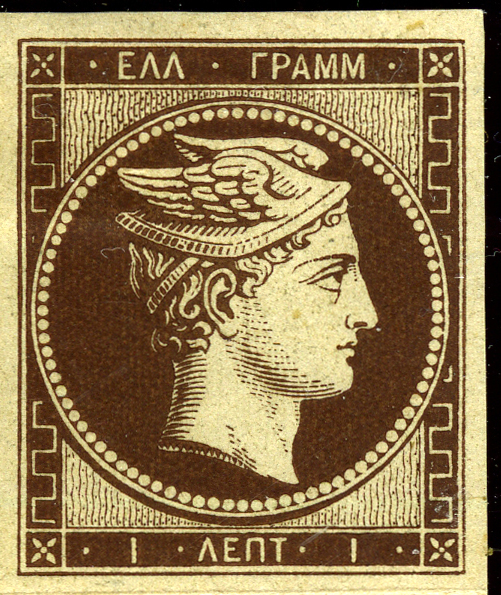
1 lepton des tirages de Paris (1861)

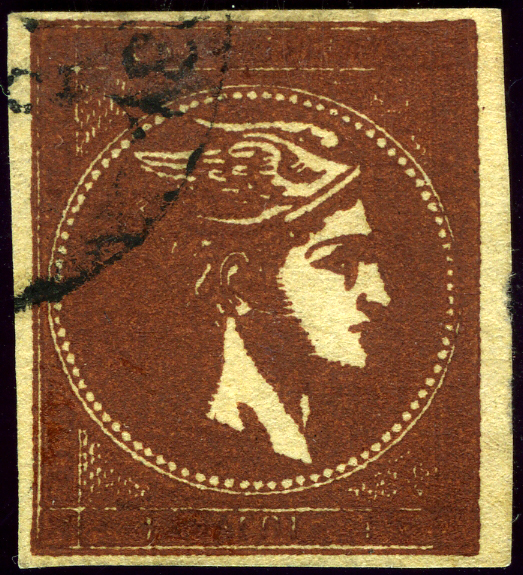
1 lepton des tirages sur papiers crème (fin des années 1870)

#### Les tirages sur papiers crèmes sans «chiffre de contrôle» (1880 à 1882)
Vers la fin des années 1870 ou au début des années 1880, les planches sont (enfin) à nouveau nettoyées et permettent des tirages d'un rendu d'une remarquable finesse.
Les papiers sont identiques à la précédente émission, mais il n’y a plus de « chiffre de contrôle » au verso.

#### Les tirages après changement de couleurs (1882)
En 1882, le changement de couleurs des timbres courants pour les tarifs territorial (20 lepta) et international (30 lepta) devint nécessaire pour se conformer aux règles de l’U.P.U. (Union Postale Universelle). Le 20 lepta existe en rose (aniline) et en rouge (carmin), le 30 lepta est bleu. Ces timbres n’ont pas de « chiffre de contrôle » au verso.
Les neuf valeurs de la « grosse tête d'Hermès » ont été imprimées à partir des mêmes neuf planches typographiques (une par valeur), pendant plus de vingt ans (de 1861 à 1882). Si la dernière impression date de 1882, les timbres à la « grosse tête d'Hermès » restèrent en circulation jusqu'en 1886 et furent alors remplacés par les timbres à la « petite tête d'Hermès ».

#### Les timbres à la «grosse tête d'Hermès» surchargés (1900 à 1901)
En septembre 1900, du fait du retard de livraison de la nouvelle série des « Hermès ailés » par l’imprimeur anglais J.P. Segg & C°, l’administration grecque décida de ressortir les stocks restant des émissions antérieures dont ceux de la « grosse tête d’Hermès », pour les surcharger (ces surcharges existent aussi sur la série « Olympique 1896 » et sur la série de la « petite tête d’Hermès »).
Ils sont surchargés « AM », en noir, pour « Αξια Μεταλλιχη » (« Valeur Métallique ») et avec des valeurs en drachmes.
Ces timbres étaient réservés aux colis postaux et aux mandats et se monnayaient en « Valeur Or ».
Ils sont rarissimes sur documents non « philatéliques ».

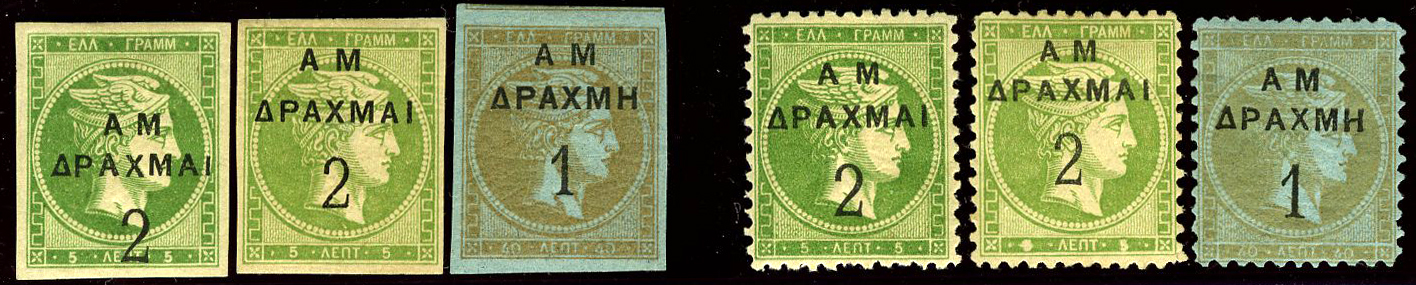
Série surchargée, valeurs métalliques, non dentelée et dentelée

Au mois d’octobre 1900, une autre série surchargée fut émise, mais cette fois pour l’usage courant, les valeurs sont en lepta et en drachmes.

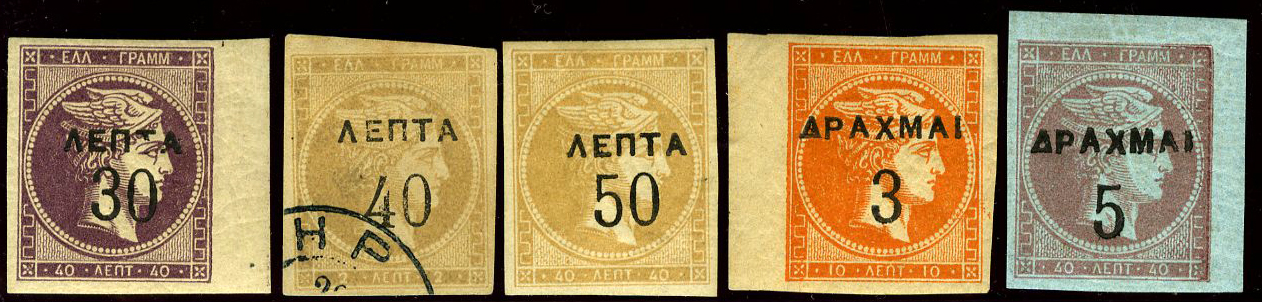
Série surchargée, usage courant, non dentelée

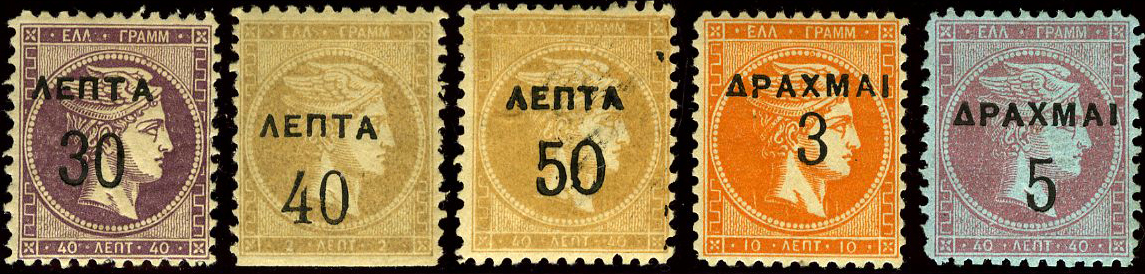
Série surchargée, usage courant, dentelée

Il existe un très grand nombre de variétés de surcharges, telles que celles des « 0 étroit », « 0 large », « petit espace », « grand espace »… Ces séries de timbres surchargés furent retirées de la vente le 30 juin 1901 lorsque la série des « Hermès ailés » fut finalement livrée depuis Londres.

### Les «chiffres de contrôle» au verso des timbres de la « grosse tête d'hermès »[24]
La majorité des timbres à la « grosse tête d'Hermès » ont la particularité d'avoir la valeur faciale imprimée au verso :
- Le 10 lepta des tirages de Paris (chiffres d'une hauteur de 8 mm),
- Les 5, 10, 20, 40 & 80 lepta de tous les tirages d'Athènes, à l'exception des deux derniers (chiffres d'une hauteur de 6,5 mm).

Aucun document officiel n'a été trouvé à ce jour, permettant de comprendre leur utilité exacte. Plusieurs hypothèses sont possibles : limitation de la falsification des timbres ou bien encore meilleur contrôle de la production des timbres… Cette deuxième hypothèse est considérée par les spécialistes de ce timbre comme étant la plus probable. C'est pourquoi on appelle ces chiffres au verso, les « chiffres de contrôle ».
Le seul et unique écrit les mentionnant retrouvé à ce jour, dans la correspondance entre l'administration grecque et la Monnaie de Paris, est une lettre de Désiré-Albert Barre accompagnant la deuxième livraison des timbres et planches typographiques pour Athènes, le 11 septembre 1861. Dans le post-scriptum de cette lettre, le Graveur Général écrit : « Les timbres de 10 Lepta, les derniers achevés, portent à leur verso la valeur imprimée : 10 Lepta en chiffres de grande dimension. J’ai cru devoir appliquer pour ces timbres cette innovation dont l’idée m’est venue tardivement et qui paraît offrir de grands avantages. ».

#### Les erreurs de «chiffres de contrôle» de la « grosse tête d'hermès »
Un très grand nombre d'erreurs de « chiffres de contrôle » ont été répertoriées.
- L'un ou les deux chiffre(s) renversé(s),
- Chiffres inversés l'un par rapport à l'autre,
- Chiffres décalés l'un par rapport à l'autre,
- Chiffre(s) doublé(s),
- Espace plus large entre les deux chiffres,
- Chiffres déplacés par rapport au centre du timbre,
- Chiffres imprimés sur le recto du timbre,

Le nombre de types d'erreurs, sans compter leurs combinaisons, est très important et il en existe pour tous les tirages. De nouvelles erreurs de « chiffres de contrôle » sont encore trouvées régulièrement par les philatélistes.

Il peut aisément et à lui seul justifier une collection particulière.

##### Les erreurs de «chiffres de contrôle» du 10 lepta du tirage de Paris[28]
Voici toutes les erreurs répertoriées pour le 10 lepta du tirage de Paris, ainsi que la position qu'elles occupent sur la feuille de 150 timbres :

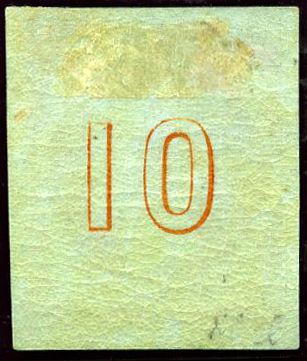
Chiffres Normaux
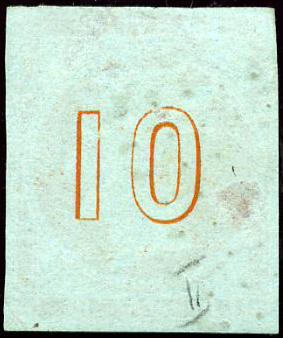
1 Renversé (Position 86)
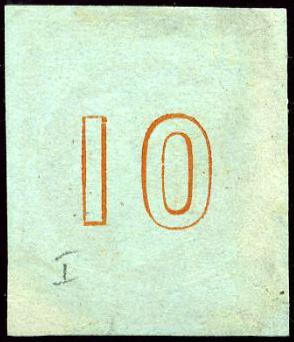
0 Renversé (Positions 4 & 88)
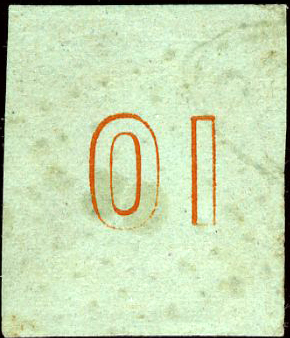
Chiffres Renversés (dite « Erreur du Pirée »)
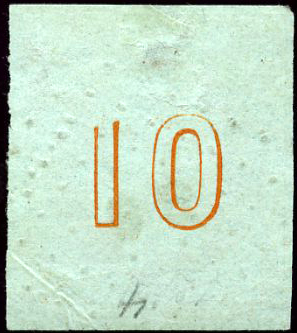
1 Ouvert (Position 14)
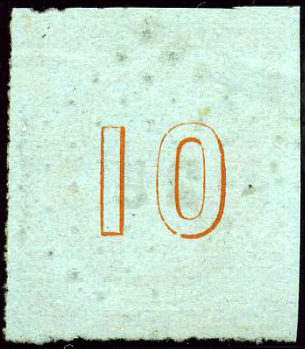
0 Ouvert (Position 16)
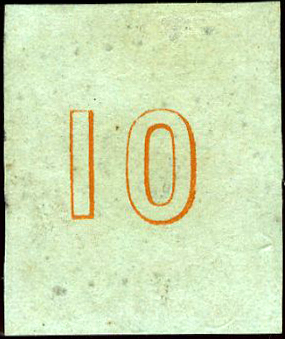
Chiffres Décalés (Positions 88 & 127)

##### Les erreurs de «chiffres de contrôle» des tirages d'Athènes[29]
Voici un échantillon d'erreurs de « chiffres de contrôle » que l'on peut trouver sur les tirages d'Athènes :

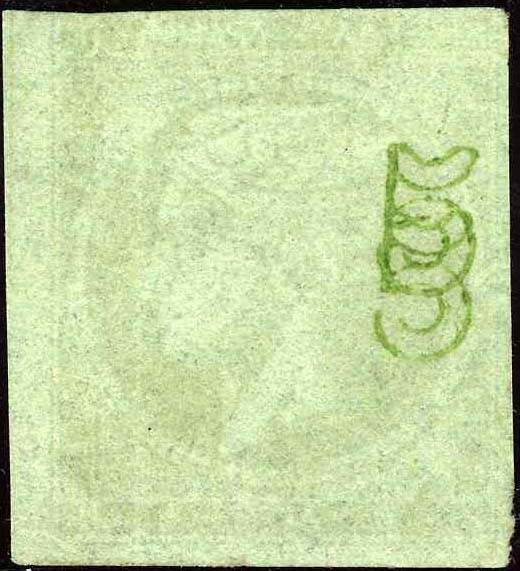
5 lepta Double 5
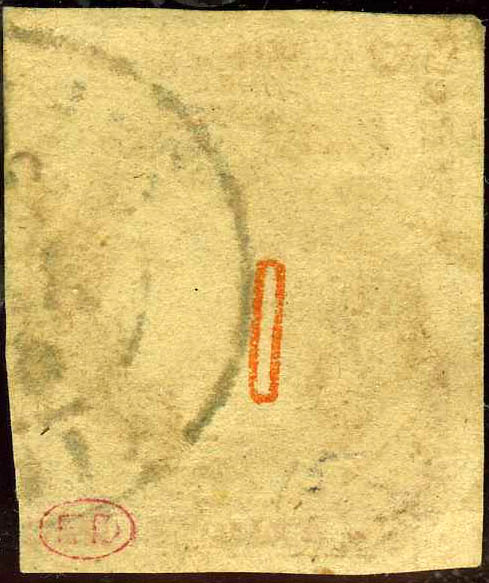
10 lepta 1 au lieu de 10
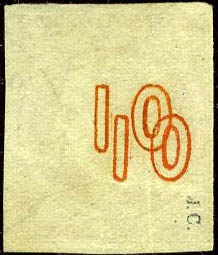
10 lepta Double 10
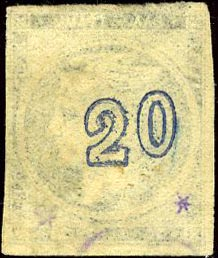
20 lepta Chiffres décalés
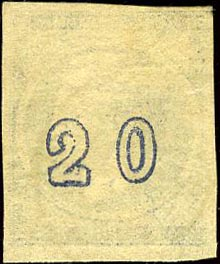
20 lepta Espace large
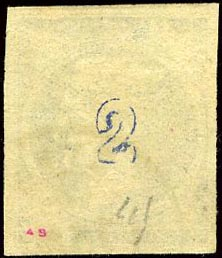
20 lepta 2 au lieu de 20
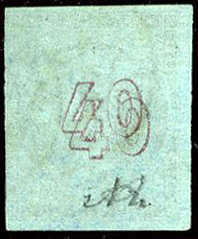
40 lepta Double 40
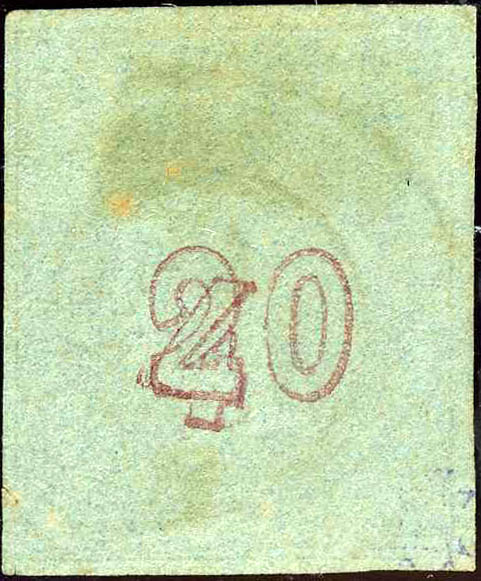
40 lepta 2 corrigé avec 4

### Les variétés de case de la « grosse tête d'hermès »
Dès le tirage de Paris, en 1861, on trouve des variétés de case provenant de petites imperfections sur certaines cases des planches typographiques,,,,.
Certaines de ces variétés de case sont natives et proviennent d'imperfections de la planche générées lors de sa fabrication (les trois premières illustrations ci-dessous), d'autres sont le fait d'incidents de manipulation, ou encore de l'encrassement des planches (taches d'encre séchée), et apparaissent, puis peuvent disparaitre, pendant la vie des planches (les deux illustrations du 1 lepton ci-dessous).
Voici un échantillon de variétés de case que l'on peut trouver sur les timbres de la « grosse tête d'Hermès » :

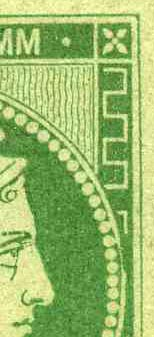
Variété de case du cercle mince (5 lepta - Position 51)
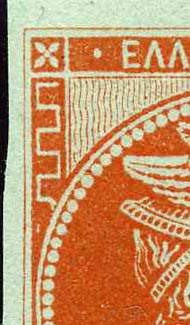
Variété de case de la grecque touchant le cercle (10 lepta - Position 107)
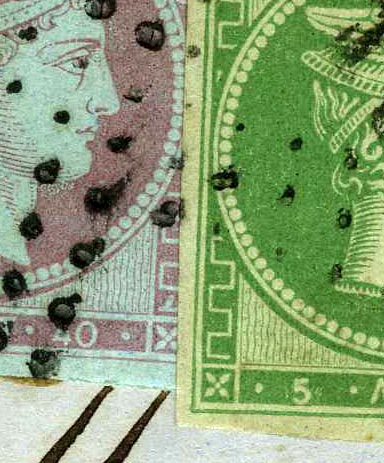
Variété de case de l'hameçon à la grecque (40 lepta - Position 67)
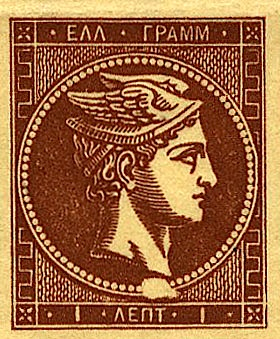
Variété de case de la tache au cou (1 lepton - Position 44)
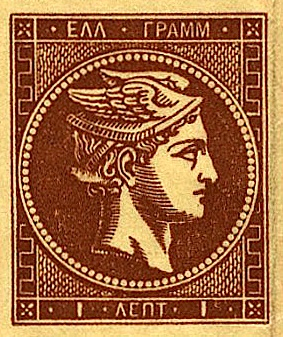
Variété de case de la tache à la nuque (1 lepton - Position 55)
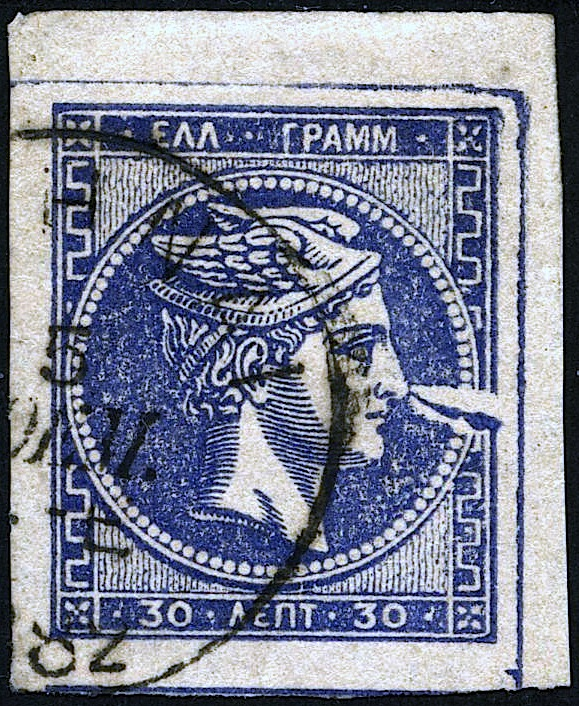
Variété de case de l'Hermès à la pipe (30 lepta -Position 10)

Les variétés de case existent pour toutes les valeurs de tous les tirages et leur nombre est très important. Là encore, une collection particulière peut se justifier aisément.

### Les falsifications des timbres à la «grosse tête d'Hermès»[36]
Comme tous les timbres classiques, les timbres à la « grosse tête d’Hermès » ont été contrefaits, et ce dès le milieu des années 1860.
Il existe un grand nombre de faux réalisés au XIXe siècle et dans la première partie du XXe siècle.
Voici un échantillon de faux de la « grosse tête d'Hermès » :

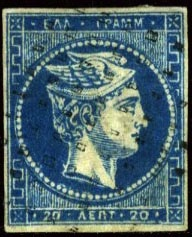
Faux des frères Spiro de Hambourg (Années 1860)
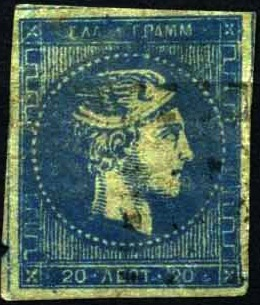
Faux dit du « Poor sad Hermes » des frères Spiro de Hambourg (Années 1860)
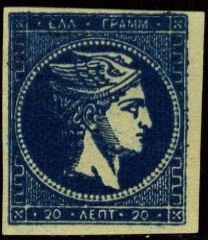
Faux d'Alissafi de Constantinople (Début XXe siècle)
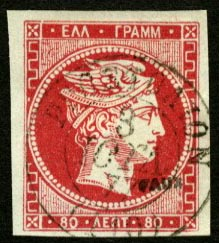
Faux de Fournier (Début XXe siècle)
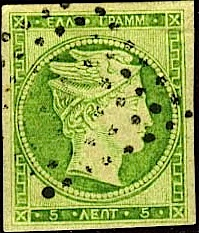
Faux d'Oneglia (Années 1920)
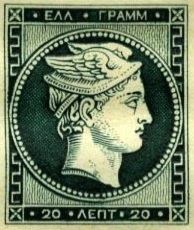
Fausse épreuve - Détail (Milieu XXe siècle)
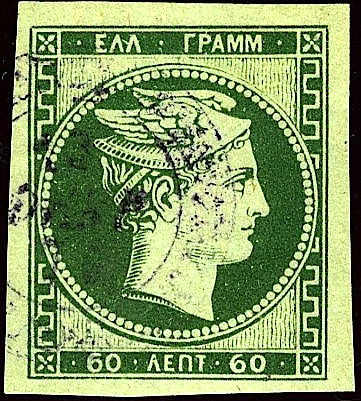
Faux d'Imperato, dits « Faux de Gènes » (Milieu XXe siècle)
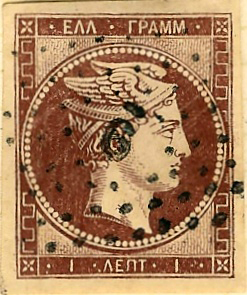
Faux de Spérati (Milieu XXe siècle)

Tous les tirages des essais et des timbres de la « grosse tête d’Hermès » ont la première ligne ondulée de l’écoinçon Nord-Ouest brisée à sa base.
C’est aussi vrai pour la dixième ligne ondulée du même écoinçon (voir illustration ci-dessous).

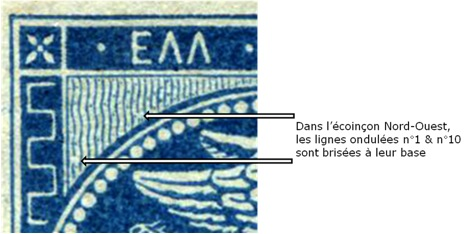
Comment reconnaître une
« grosse tête d'Hermès » authentique?

Ces « cassures » proviennent d’un incident survenu à l’un des contre-poinçons soit :
- Lors de la frappe, ou,
- Lors de la trempe.

En effet, elles n’apparaissent, ni sur les épreuves d’état, ni sur les épreuves terminales (à l'exception de l'unique épreuve terminale chiffrée connue). Il existe le même type de « petit problème » sur certains timbres de France qui ont été fabriqués, au milieu du XIXe siècle, dans les mêmes ateliers de la Monnaie de Paris sous la responsabilité des Graveurs Généraux des Monnaies : Jacques-Jean Barre, puis de son fils, Désiré-Albert Barre, lequel a également réalisé les poinçons et les planches typographiques de la « grosse tête d’Hermès » de Grèce.
La présence, ou l'absence, de ces « cassures » permettent de s’assurer, quasiment sans coup férir, de l’authenticité d’une « grosse tête d’Hermès » de Grèce.
Seuls les faux de Jean de Sperati, qui ont été réalisés en photo-lithographie, et qui sont donc la photographie d'un original, présentent ces mêmes cassures aux mêmes endroits…

### Les entiers postaux ou cartes-correspondance (1876-1900)

#### Le tirage de Paris (avril 1876)[40]
En 1875, en même temps que la commande des timbres de 30 & 60 lepta, le gouvernement grec demanda à Désiré-Albert Barre de réaliser le matériel nécessaire à l'impression des premiers entiers postaux (cartes-correspondance) du Royaume. Pour la réalisation du poinçon de l'effigie du timbre de l'entier postal, le Graveur Général reprit le même médaillon que celui utilisé pour les timbres à la grosse tête d'Hermès de 1861 et créa un nouveau cadre (voir les illustrations de l'avant-projet et de la maquette, plus bas). Comme pour les timbres de 30 & 60 lepta, le Graveur Général supervisa la fabrication de la planche typographique de l'entier postal, composée de 24 clichés en cuivre pur, par la maison Charles-Dierrey, 6 & 12, rue Notre-Dame-des-Champs à Paris, avec une méthode galvanique. Et comme pour les timbres de 30 & 60 lepta, les feuilles furent imprimées, en typographie sur papier Bristol, par la maison J. Claye & Cie, 7, rue Saint Benoît, à Paris, les 13 & 14 avril 1876.
Il fut imprimé 5 000, ou 8 000, feuilles de 24 cartes-correspondance de la valeur 15 lepta et de couleur bleue. Les documents échangés entre Désiré-Albert Barre et le gouvernement grec sont en effet contradictoires quant à la quantité exacte commandée : 5 000 ou 8 000 feuilles (?)...

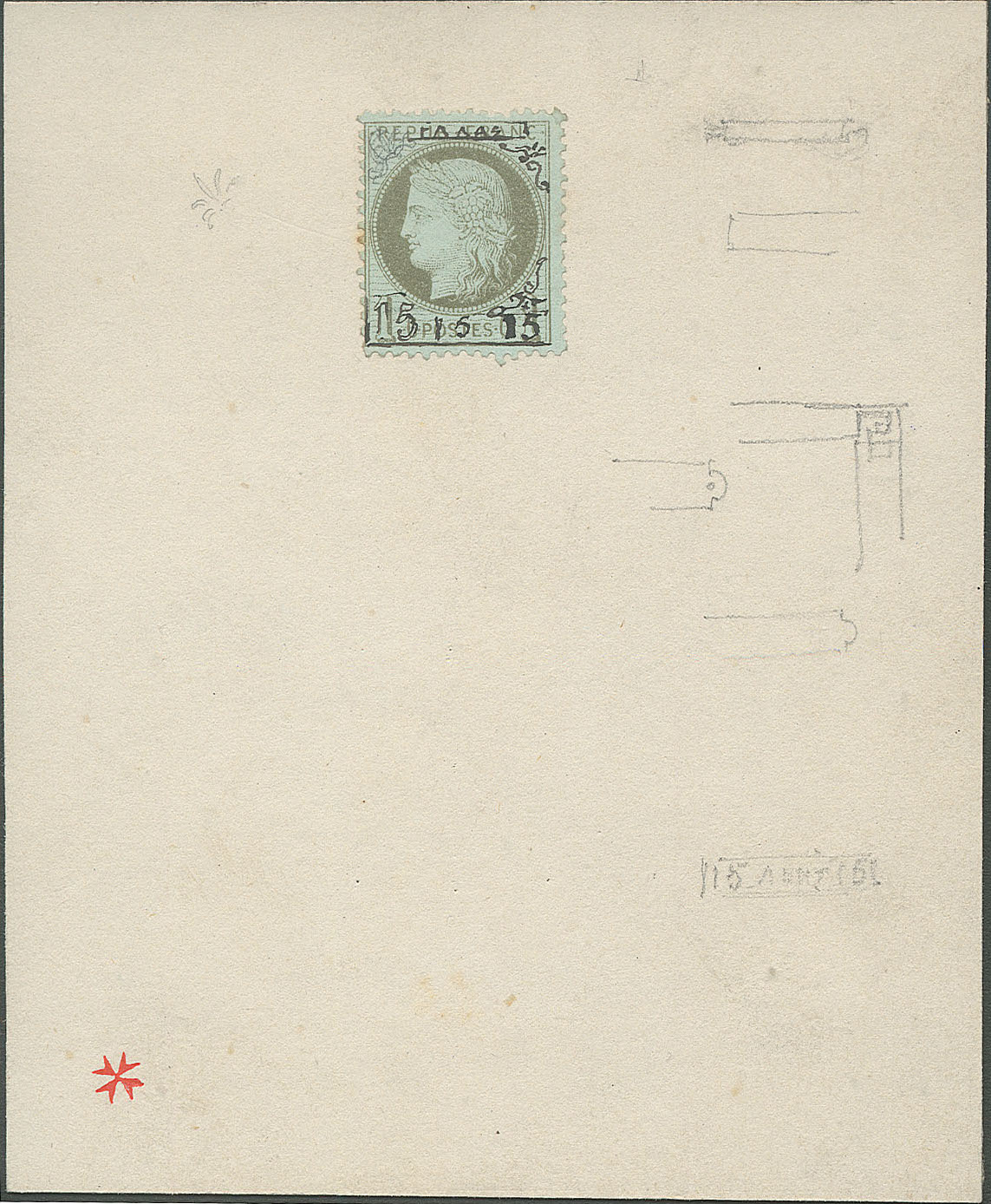
L'avant-projet de l'effigie de l'entier postal
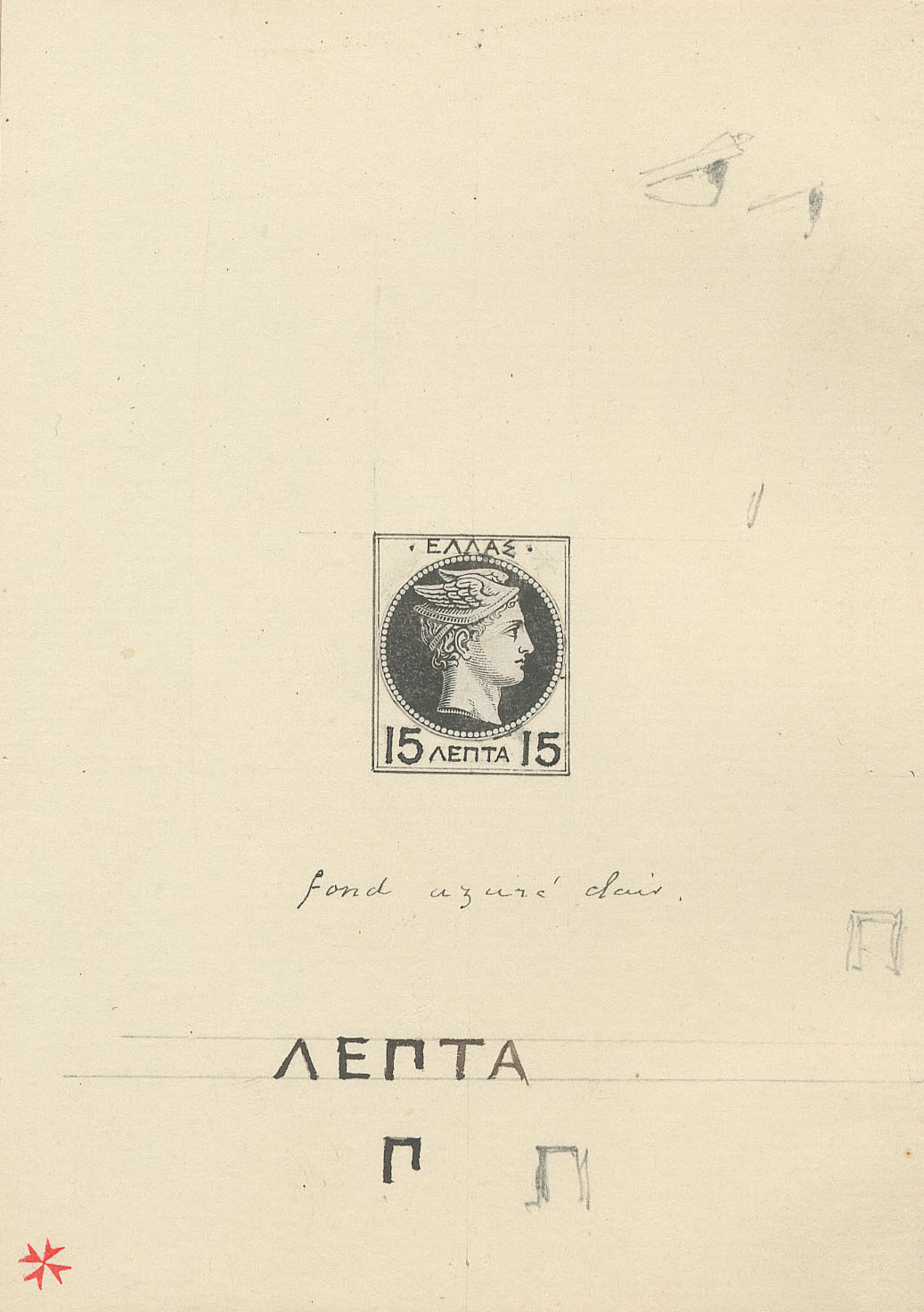
La maquette de l'effigie de l'entier postal
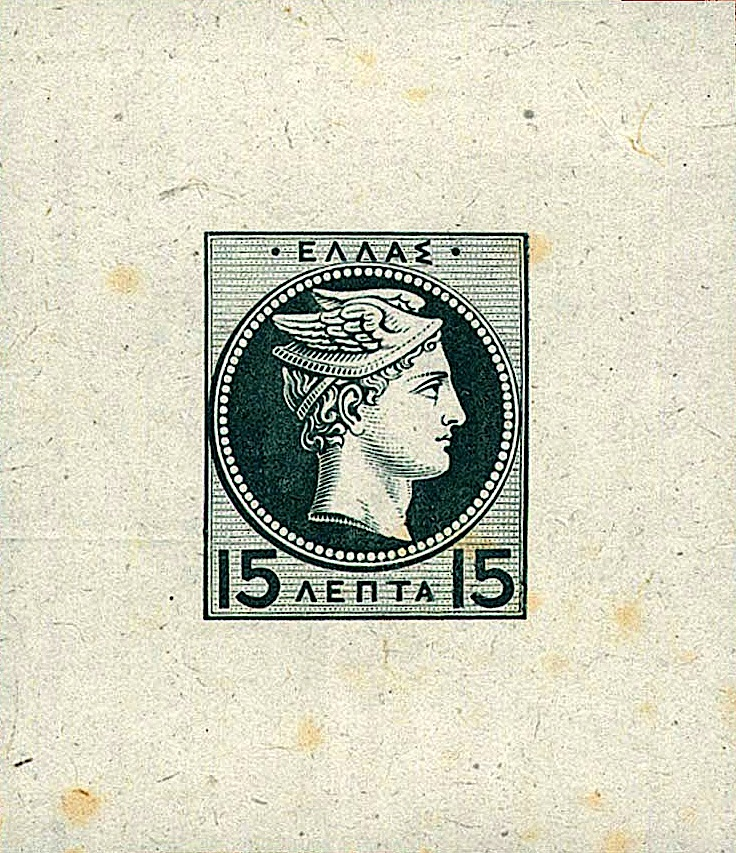
Une épreuve de l'effigie de l'entier postal
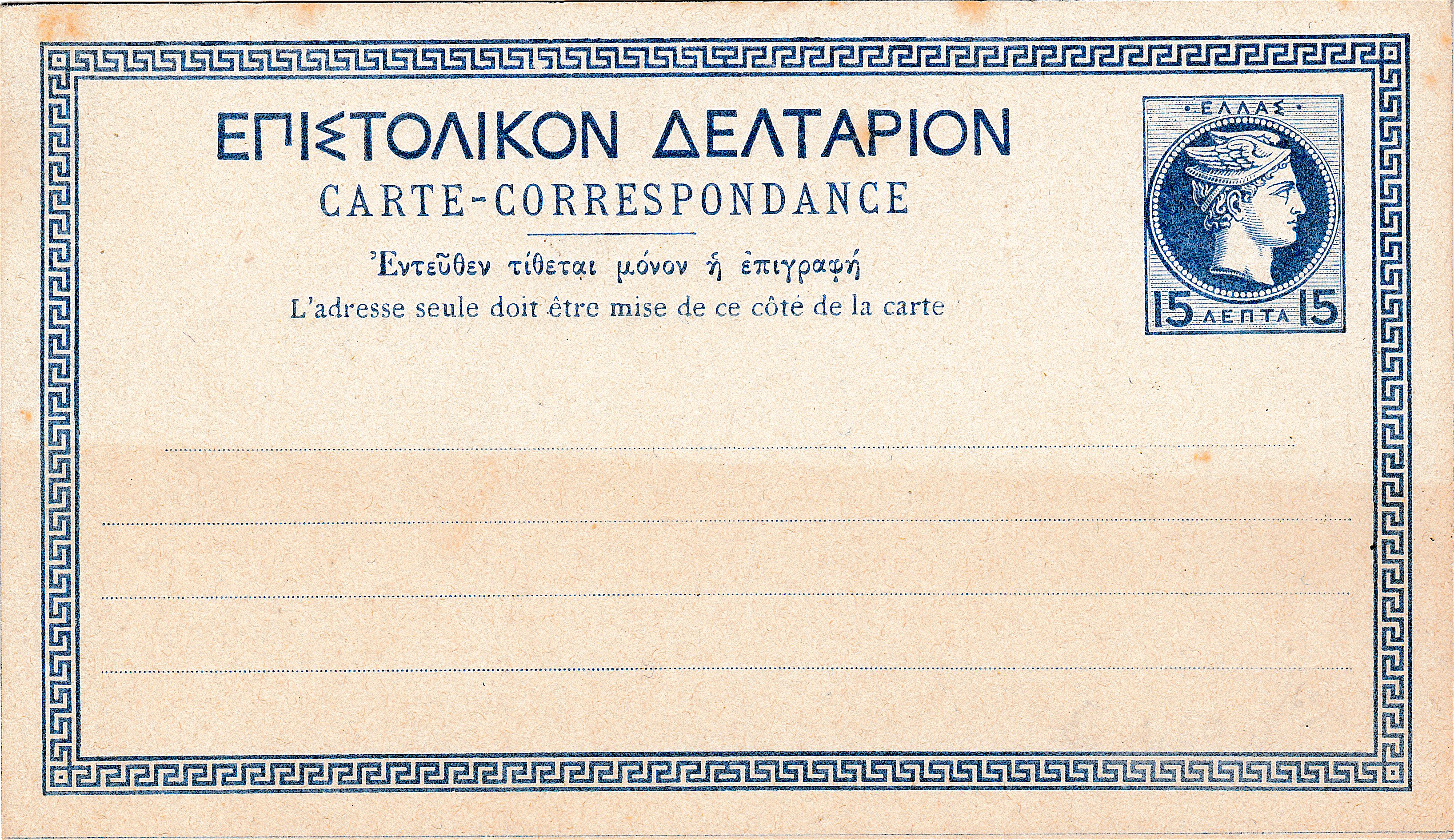
Entier postal ou Carte-correspondance de Grèce (1876) du tirage de Paris au type II

Il existe deux types de l'entier postal du tirage de Paris de 1876 :
- Le type I : La ligne horizontale au-dessous de "Carte-correspondance" mesure 14,5 mm de long, et,
- Le type II : La ligne horizontale au-dessous de "Carte-correspondance" mesure 16,0 mm de long.

#### Le premier tirage d'Athènes (1878)
Après l'épuisement du stock des cartes-correspondance du tirage de Paris, une deuxième émission, à la valeur faciale de 15 lepta et de couleur bleue, fut imprimée à Athènes en 1878.
Comme pour les timbres en 1861 et en 1876, l'impression est plus grossière que celle des tirages de Paris.
Là encore, il existe les deux types avec les mêmes caractéristiques que celles du tirage de Paris.

#### Le tirage de Belgique (1erjuillet 1883)
En même temps que le tirage des valeurs de 25, lepta, 50 lepta et de 1 drachme de la petite tête d'Hermès (voir plus bas), l'administration postale grecque confia à l'imprimerie du timbre à Malines en Belgique l'impression des entiers postaux aux valeurs faciales de 5 & 10 lepta de couleurs bleue, rouge et gris-vert.
Compte tenu de la grande consommation de la valeur faciale de 10 lepta, des cartes doubles de cette valeur furent également imprimées.

#### Les seconds tirages d'Athènes (1890-1900)
À partir de 1890, l'administration postale grecque imprima à Athènes les entiers postaux aux valeurs faciales de 5 & 10 lepta et de couleurs bleue, noire et rouge.
Les mêmes planches que lors de l'impression d'Athènes de 1878 furent utilisées. L'impression est encore plus grossière que celle du premier tirage d'Athènes de 1878.

## «Petite tête d'Hermès» (1886 à 1899)

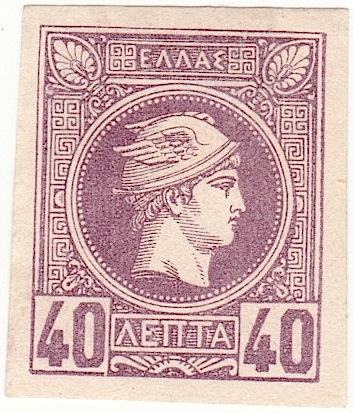
40 lepta des tirages de Belgique
de la « petite tête d'Hermès »

Le second type des timbres-poste grecs est également à l'effigie du Dieu Hermès. Il est dit de la « petite tête d'Hermès » et est émis de 1886 à 1899.
La maquette a été dessinée par A. Doms, et le poinçon gravé par H. Hendrickx.
Les planches typographiques comptaient 300 timbres, subdivisées en six panneaux de 50 timbres (5 X 10) montés en deux colonnes de trois rangées.
Les timbres à la « petite tête d'Hermès » sont non dentelés et dentelés, avec différentes dentelures (13 & ½, 11 & ½ et 13 & ¼).
Il existe également des timbres dentelés 15, non officiels, probablement perforés, à la machine à coudre, à la banque nationale de Grèce d'Amfissa, d'où leur nom : dentelés d'Amfissa.
Comme les timbres à la « grosse tête d'Hermès », les émissions de la « petite tête d'Hermès » ont également été surchargées en 1900 lors de l'émission des deux séries, avec valeurs métalliques et à usage courant.

### Impression de Belgique (1886 à 1888)
La première impression faite à l'atelier du timbre de Malines, en Belgique.
| Valeur    | Couleur    |
| --------- | ---------- |
| 1 lepton  | brun       |
| 2 lepta   | bistre     |
| 5 lepta   | vert-jaune |
| 10 lepta  | orange     |
| 20 lepta  | rouge      |
| 25 lepta  | bleu       |
| 40 lepta  | violet     |
| 50 lepta  | vert-olive |
| 1 drachme | gris       |

### Les impressions d'Athènes (1889 à 1899)
Les tirages consécutifs sont imprimés à Athènes et se subdivisent en deux périodes principales :
- la 1re période, de mars 1889 à mars 1891, avec deux types de papier, et,
- la 2e période, de mars 1891 à avril 1896, avec deux autres types de papier.

## Après 1899

### Première série des Jeux Olympiques (1896)
En 1896, la Grèce émet ses premiers timbres commémoratifs pour les premiers Jeux olympiques de l'ère moderne.
Les timbres de cette série ont été conçus et imprimés à Paris. Le graveur français Louis-Eugène Mouchon réalisa les poinçons.

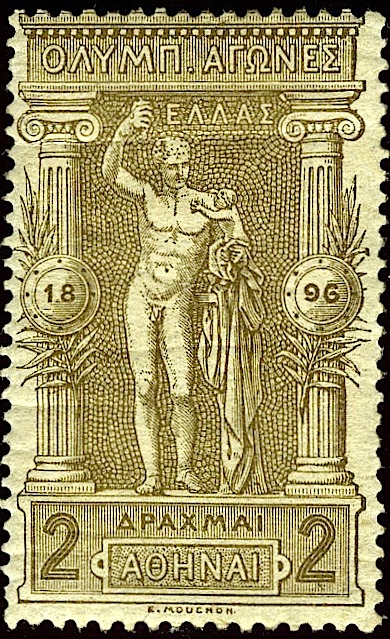
2 drachmes de la série
des Jeux Olympiques de 1896

Cette série compte douze valeurs représentant des allégories des Jeux olympiques de l'antiquité.
L'une des douze valeurs de la série, le deux drachmes en grand format, représente une statue d'Hermès d'après Praxitèle.

### « Hermès ailé » (1901)
En 1901, une quatrième représentation d'Hermès apparait sur les timbres-poste du royaume de Grèce.
La figure utilisée est cette fois-ci, une statue du sculpteur du XVIe siècle, Jean Boulogne, ou Giovanni da Bologna ou encore, Giambologna : l'Hermès « ailé ».
Cette série de quatorze timbres, dentelés, en trois types différents (a, b et c) a été réalisée par l'imprimeur anglais J. P. Segg & C° à Londres.

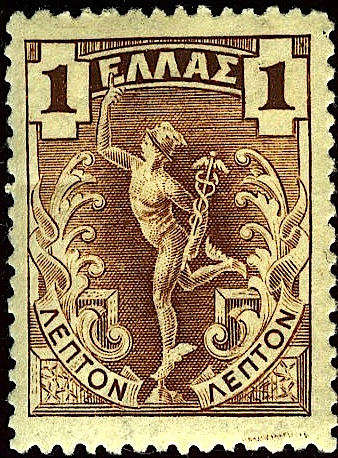
Hermès « ailé » - Type a
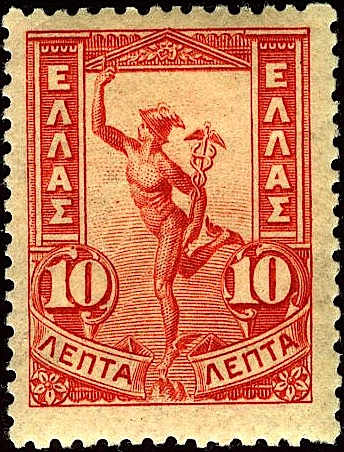
Hermès « ailé » - Type b
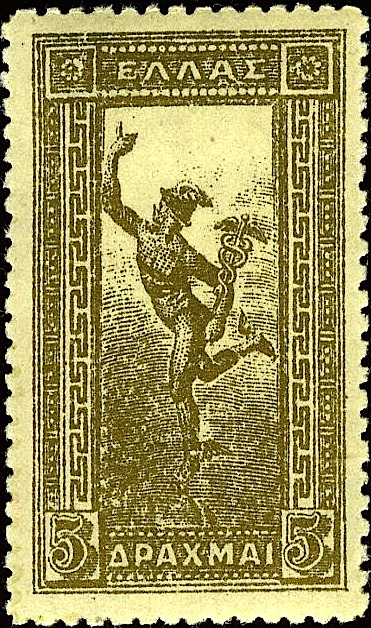
Hermès « ailé » - Type c

| Valeur    | Couleur      | Type |
| --------- | ------------ | ---- |
| 1 lepton  | brun         | a    |
| 2 lepta   | gris         | a    |
| 3 lepta   | orange       | a    |
| 5 lepta   | vert         | b    |
| 10 lepta  | rouge        | b    |
| 20 lepta  | lilas        | a    |
| 25 lepta  | outremer     | b    |
| 30 lepta  | violet       | a    |
| 40 lepta  | brun-noir    | a    |
| 50 lepta  | brun-carminé | a    |
| 1 drachme | noir         | c    |
| 2 drachme | bronze       | c    |
| 3 drachme | argent       | c    |
| 5 drachme | or           | c    |

### Hermès avec valeurs métalliques (1902)

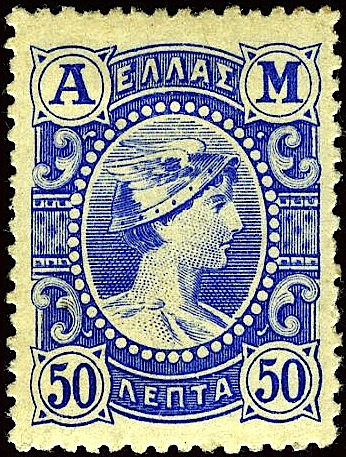
Hermès, valeur métallique - 50 lepta, bleu

En 1902, l'administration postale grecque émet une série de cinq timbres, dentelés 13 & ½, identiques pour le paiement en or à l'international, avec la mention AM pour « Αξια Μεταλλιχη » pour « Valeur Métallique ».
Ils ont été imprimés en Angleterre par la maison Perkins Bacon & C°.
Les cinq valeurs sont :
- Le 5 lepta, orange,
- Le 25 lepta, vert,
- Le 50 lepta, bleu,
- Le 1 drachme, rouge, et,
- Le 2 drachmes, brun.

Le 50 lepta, rouge est un non-émis.
Cette série d'abord destinée aux envois vers l'étranger, en particulier pour les colis postaux et les mandats, sera ensuite utilisée pour affranchir les lettres courantes.
La feuille complète de chaque valeur comptait cent timbres.

### Série courante avec diverses effigies d'Hermès (1911 à 1926)
En 1911, une nouvelle série avec diverses représentations du Dieu Hermès est émise. Les timbres sont dentelés en zigzag (13 X 13 & ¼).
Cette série est d'abord imprimée en taille douce en 1911, puis réimprimée, toujours en taille douce en 1919 et en lithographie en 1919/1923 et en 1926 (émission de Vienne).
Ces séries ont été très souvent utilisées surchargées à plusieurs reprises jusqu'en 1920 :
- en 1912/1913 : surcharges ΕΛΛΗΝΙΚΙ ΔΙΟΙΚΗΣΙΣ, à l'encre noire et rouge, descendante et montante,
- en 1912/1913 : surcharges ΛΗΜΝΟΣ, à l'encre noire et rouge, et,
- en 1916 : surcharges ΕΤ pour Ελληνικά Ταχυδομεία (Postes Helléniques), à l'encre noire et rouge.

| Valeur     | Couleur           | Type |
| ---------- | ----------------- | ---- |
| 1 lepton   | vert              | a    |
| 2 lepta    | rouge             | Iris |
| 3 lepta    | orange            | a    |
| 5 lepta    | vert              | b    |
| 10 lepta   | rouge             | a    |
| 20 lepta   | lilas             | Iris |
| 25 lepta   | outremer          | Iris |
| 30 lepta   | rouge             | b    |
| 40 lepta   | bleu sur bleu     | Iris |
| 50 lepta   | violet            | b    |
| 1 drachme  | bleu              | c    |
| 2 drachme  | orange            | c    |
| 3 drachme  | rouge             | c    |
| 5 drachme  | bleu              | c    |
| 10 drachme | outremer sur bleu | c    |
| 25 drachme | bleu sur bleu     | AA   |

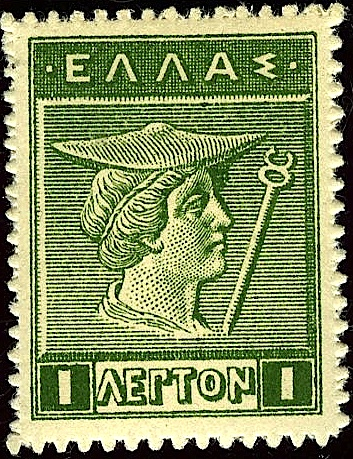
Hermès, type a
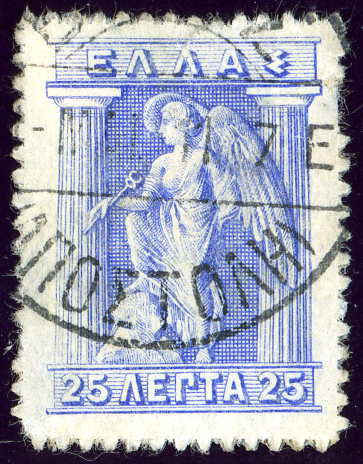
Iris
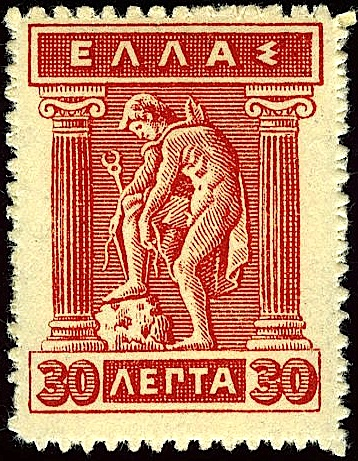
Hermès, type b
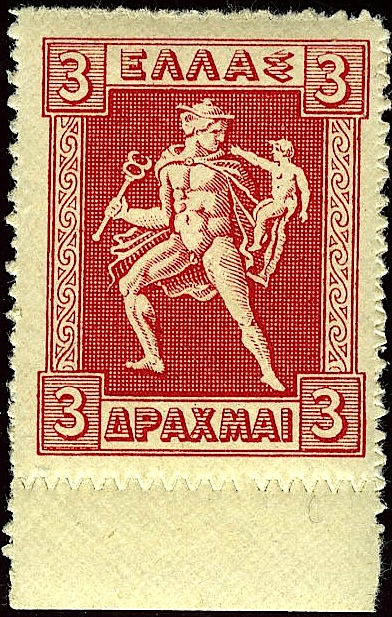
Hermès, type c
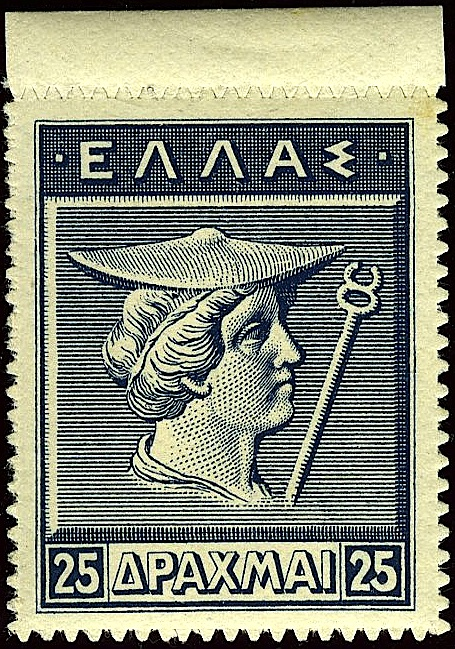
Hermès, type AA

### Sources et références (Grosses têtes d'Hermès)
- Natalis Rondot, Les timbres-poste – Royaume de Grèce, Le Magasin Pittoresque, XXXIIe année, Paris 1864.
- Arthur E. Glasewald, Die Postwerthzeichen von Griechenland, Gössnitz, 1896.
- Walter Dorning Beckton, The stamps of Greece, Londres 1897.
- A. Reinheimer, Concise description of the essays of Martin Schroeder, Leipzig 1903.
- Georges Brunel, Les émissions des timbres grecs, Paris 1909.
- Percival Loines Pemberton, The stamps of Greece, Philatelic journal of Great Britain, 1911 & 1912.
- N. S. Nicolaïdès, Histoire de la création du timbre grec, Paris 1923.
- Theodore Groom, The controls of the 20 lepta and their bearing on the classification of Greek stamps of the first type, Philotelia no 3 & 4 de mars 1924.
- Paul de Smeth, Grèce, Premier type, Histoire, Classement, Essais, Oblitérations, Amiens 1925.
- Alex. G. Argyropoulos und Dr. Herbert Mund, Griechenland. In: Kohl Briefmarken-Handbug, Berlin 1931.
- Tryphon Constantinidès, Étude sur les timbres-poste de la Grèce - 1re Partie, Société Hellénique de Philotélie, Athènes 1933.
- Docteur Pierre Bouvet, La commande à la Monnaie de Paris des timbres grecs à tête de Mercure, Paris 1937.
- Tryphon Constantinidès, Étude sur les timbres-poste de la Grèce - 2e Partie, Société Hellénique de Philotélie, Athènes 1937.
- Elias Silberstein & Robert O. Truman, Translation from the Kohl Briefmarken Handbuch of Alex G. Argyropulos & Dr Herbert Munk of 1931, New York 1943/1944 & 1950.
- Nicolas Garas, Grèce - Grosse tête de Mercure - Les variétés des planches des timbres-poste (1861 - 1882), Athènes 1955.
- George M. Photiadis, The first Athens issue of the large Hermes heads of Greece, Londres 1965.
- George M. Photiadis, The imprint "Typographie Ernest Meyer, Rue de Verneuil 22, à Paris" on the sheets of the large Hermes heads of Greece printed in Paris (1861), Londres 1969.
- Henri Regnoul-Barre, Les Barre, graveurs généraux des Monnaies, créateurs des premiers timbres-poste français et grecs, Paris 1978.
- Ulysse Bellas, La tête de Mercure: Généralités et reconstruction de la planche des 20 lepta, Paris 1978.
- Jean-François Brun, Les premiers timbres grecs ou la mystérieuse histoire de Mercure, Le Monde des Philatélistes no 369, Paris 1983.
- Ulysse Bellas, Grèce - La première carte-correspondance, Le Monde des Philatélistes no 427, Paris 1989.
- Ulysse Bellas, Grèce - L’émission de 1876 de la grosse tête de Mercure, Le Monde des Philatélistes no 428 & 429, Paris 1989.
- Nicholas Asymakopulos, The plate flaws of the large Hermes heards of greece, 1861 - 1886, États-Unis d'Amérique 1995.
- John G. Coundouros, The control numbers & the classification of the stamps of the large Hermes head", Athènes 2000.
- Louis Basel, The Ten Lepta Large Hermes Head Stamp of Greece, Stamford 2001/2005 (https://web.archive.org/web/20151002141114/http://hermesheads.home.comcast.net/~hermesheads/).
- Anthony B. Virvilis, Handbook of the Hellenic philately, Athènes 2003 (http://www.philatelie-epernay.fr/IMG/pdf/97-2-page19a30.pdf).
- Louis Basel, The Forty Lepta Large Hermes Head Stamp of Greece, Stamford 2004 (https://web.archive.org/web/20151002141114/http://hermesheads.home.comcast.net/~hermesheads/).
- Louis Basel, The underlay used in printing the Large Hermes head stamps of Greece, Stamford 2005 (https://web.archive.org/web/20151002141114/http://hermesheads.home.comcast.net/~hermesheads/).
- Nicholas Asymakopulos, The first Greek stamp, États-Unis d'Amérique 2005.
- Jan Mancini, The 1900 Overprints, Vlastos Editions, Athènes 2007.
- Michèle Chauvet & Jean-François Brun, Introduction à l'Histoire Postale 1848-1878, Paris 2007.
- Michael Chambers, Messenger of the Gods, Stamp Magazine no 74-1, janvier 2008, pages 44–48.
- Louis Fanchini, Why the so-called “Hulot proofs” do not exist?, Philotelia no 650 de mai/juin, 2008, pages 135-145.
- Louis Fanchini, Les essais « Cérès 1858 » : Pourquoi font-ils partie intégrante de la philatélie grecque ?, Documents Philatéliques no 198 du 4e trimestre 2008, pages 3–18.
- Louis Fanchini, Définition des termes « EPREUVE » et « ESSAI » et leur application à la « grosse tête d’Hermès », La Philatélie Française no 629 de juillet/août 2009, pages 4–9.
- Jean-François Brun, Louis Fanchini, Mario Konialidis & Kyriakos Papathanassiou, The Zante error, Philotelia no 659 de novembre/décembre 2009, no 662 de mai/juin 2010, no 682 de septembre/octobre 2013 & no 685 de mars/avril 2014, pp. 325–330, 184-186, 269-270 & 68.
- Louis Fanchini, Histoire de grosse tête, Timbres Magazine no 113 de mai 2010, pages 94 & 95.
- Louis Fanchini, Le premier timbre-poste de Grèce : « la grosse tête d’Hermès », Timbres Magazine no 114 & 115 de juillet/août & septembre 2010, pages 67–73 & 39-41.
- Bill Ure, Forgeries of Greek stamps of the 19th century, édité par Collectio, Athènes 2010.
- John G. Coundouros, Large Hermes Head - Characteristic marks of all positions in the plate of the values of 5, 10, 20, 40 & 80 lepta, Salonique 2011.
- Louis Fanchini, Tirages de Paris de la « grosse tête d’Hermès » : Quantités exactes commandées et livrées à Athènes, Documents Philatéliques no 210 du 4e trimestre 2011, pages 25–37.
- Stavros Andreadis, Édition d'or XXVIII - The Kassandra collection, Corinphila & Heinrich Köhler, Germany, 2011.
- Constantin Mattheos, Introduction to the large Hermes heads of Greece, 1861-1886, Royal Philatelic Society London, 2011.
- Stephano A. Calliga, The stamps of the large Hermes head - Early Athenian period 1861-1863, Athens, 2011.
- Stephano A. Calliga, The stamps of the large Hermes head - 1861-1886, Athens, 2012.
- Vlastos Hellas I (1861 - 2011), Centre Philatélique Vlastos, Athènes 2012.
- John Daes (Γιάννης Νταής) Η από και πρός το εξωτερικό αλληλογραφία, 3 volumes, Athènes, 2012.
- Louis Fanchini, Les poinçons et les épreuves de la grosse tête d'Hermès de Grèce, Documents Philatéliques no 217 du 3e trimestre 2013, pages 2–16.
- Hellas Postal Stationery (1876 - 2012) Catalogue - Volume V, édité par Argyris Karamitsos, Salonique 2013.
- Lou Basel, Process for production of the Large Hermes Head progressive proofs, OPUS XIII, 2013, pages 66–68 (https://web.archive.org/web/20151002141114/http://hermesheads.home.comcast.net/~hermesheads/).
- Plusieurs auteurs, La Grèce, OPUS XIII, Publication annuelle de l'Académie européenne de philatélie (AEP), Paris, 2013.
- Louis Fanchini, Greece's Large Hermes Head, Stamp & Coin Mart of July 2014, pages 58–60.
- Kyriakos Papathanassiou, Scholia and Observations on the Large Hermes Heads of Greece - 1861/1886, Athens, 2014.
- Michèle Chauvet, Les Tarifs Helléniques des Lettres Internationales - 1861/1878, Paris, 2015.
- John G. Coundouros, The control numbers & the classification of the stamps of the large Hermes head, second éedition, Athens 2016.
- Hellas Stamp Catalogue & Postal History 2016 - Volume I (1861 - 1959), édité par Argyris Karamitsos, Salonique 2016.
- Myrsini Vardopoulou, Ελληνικά Γραμματόσημα 1861-1961. Ιστορία-Ιδεολογία-Αισθητική, Athènes 2016.
- Louis Fanchini, Les timbres de la grosse tête d'Hermès de Grèce et du Cérès de France avec l'inscription de l'imprimeur Ernest Meyer, Documents Philatéliques no 231 du 1er trimestre 2017, pages 23–39.
- Louis Fanchini, The recurrent broken "0" Control Numbers error on the 10 lepta of the large Hermes heads, Paris printing, Philotelia no 703 de mars/avril 2017, pages 75–78.
- Louis Fanchini, A new CN error on the 20 lepta of the LHH Consecutive Athens printings, , Philotelia no 706 de septembre/octobre 2017, pages 265–266.
- Nikos Karniaoutakis, Large Hermes Heads of Greece - Observations on Identifying and Classifying - The Easier to Follow Value, Mytilene 2019.
- Theofilos Salonidis, The Athens 30 lepta of the 1876-1878 period, Philotelia no 714 de janvier/février, 2019, pages 6–17, no 715 de mars/avril, 2019, pages 112-120, no 716 de mai/juin, 2019, pages 173-180 & no 717 de juillet/août, 2019, pages 248-254.
- Louis Fanchini, Définition des termes « EPREUVE » et « ESSAI » et leur application à la « grosse tête d’Hermès », Delcampe Magazine no 28 de juillet/août 2019, pages 20–25. (https://blog.delcampe.net/magazine/delcampe-magazine-28.pdf).
- Michael Kaitatzidis, Large Hermes Heads of Greece - Control numbers errors, Mytilene 2021.
- Louis Fanchini & Theofilos Salonidis, Plate flaw on the 30 lepta - White spot on the base of "Λ" of the word "ΛΕΠΤ", Philotelia no 728 de Mai/Juin 2021, pp 187–189.
- Stavros Andreadis, Édition d'or Volume 60 - The Kassandra collection - 2nd edition, Corinphila & Heirich Köhler, Germany, 2021.
- Devlan Kruck, The Synergy of France and Greece, Blog du Museum of Philately, 25 janvier 2022.
- John Daes, The Greek postal rates 1828-1875, 2 volumes (A & B), Athens, 2022 & 2024.
- Stavros Andreadis, Large Hermes Heads - Printings and Shades, Salonique 2023. (https://philateliehellenique.wordpress.com/2023/10/22/fr-nouveaute-nuancier-pour-les-grosses-tetes/)
- Louis Fanchini, Comment prendre les voies italienne et française pour le même voyage - Lettre de Tunis à Athènes (mai/juin 1872), Le Rekkas no 119 de Mai 2023, pp 32–33.
- Louis Fanchini, Italian & French liners for the same journey - Letter from Tunis to Athens (1872), Philotelia no 740 de mai/juin, 2023, pages 163-165.
- Louis Fanchini, The highest-known franking to date with Large Hermes Heads - The Ranghavis letter, Philotelia no 741 de juillet/août, 2023, pages 196-199.
- Dimitris Papitsis, The large Hermes heads of Greece, Seattle, 2024. (https://largehermesheads.com/)
- Athanasios D. Spanos, ΕΝΑΣ ΔΙΑΦΟΡΕΤΙΚΟΣ ΤΡΟΠΟΣ ΚΑΤΑΤΑΞΗΣ ΤΩΝ ΕΛΛΗΝΙΚΩΝ ΓΡΑΜΜΑΤΟΣΗΜΩΝ ΤΗΣ ΜΕΓΑΛΗΣ ΚΕΦΑΛΗΣ ΤΟΥ ΕΡΜΗ - ΑΛΓΟΡΙΘΜΟΙ - ΔΙΑΓΡΑΜΜΑΤΑ ΡΟΗΣ, Athènes, 2024.
- Beaucoup d'articles de différents auteurs publiés de 1924 à nos jours, dans Philotelia, le bulletin de la Société Hellénique de Philotélie d'Athènes, Grèce (https://hps.gr/index.php/en/classic/).